# Villanueva del Pardillo
Villanueva del Pardillo es un municipio y localidad española de la Comunidad de Madrid, situado a 26 kilómetros de la capital de España y enclavado en el entorno natural de la Cuenca del Guadarrama. Limita con las localidades de Majadahonda, Las Rozas de Madrid, Villanueva de la Cañada, Galapagar, Colmenarejo y Valdemorillo.

## Geografía

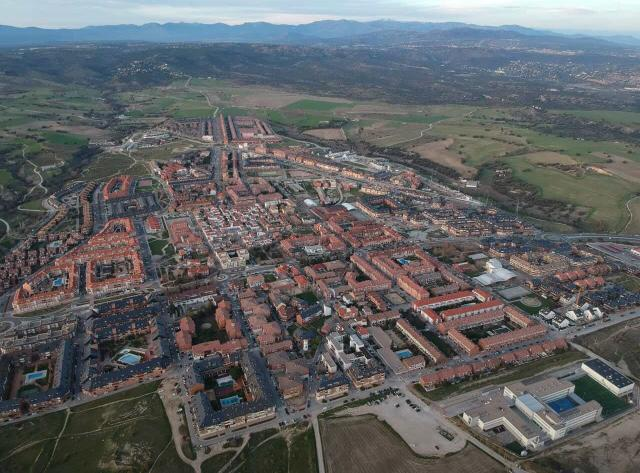
Vista aérea de Villanueva del Pardillo

El término municipal de Villanueva del Pardillo se localiza en la parte central de la comunidad de Madrid, al oeste de la capital de la comunidad y del estado. Se emplaza también en la cuenca del curso medio del río Guadarrama, a una altitud de 650 m s. n. m.El término municipal de Villanueva del Pardillo, concluye en el río Guadarrama al este del municipio
| Noroeste: Colmenarejo             | Norte: Galapagar             | Noreste: Las Rozas de Madrid     |
| Oeste: Colmenarejo y Valdemorillo |                              | Este: Majadahonda                |
| Suroeste: Villanueva de la Cañada | Sur: Villanueva de la Cañada | Sureste: Villanueva de la Cañada |

### Núcleos de población
- Zona urbana: es la zona principal del municipio, donde se encuentra el ayuntamiento, colegios, las dependencias de policía local, el centro cultural, un polideportivo y la biblioteca pública. Se compone principalmente por viviendas en su mayoría pisos y alguna zona de chalets.
- Urbanización Santa María: situada a 1 km al este de la zona urbana  en la salida 3 de la M509 a Majadahonda y a 3 km de Majadahonda, una prestigiosa urbanización  compuesta principalmente por chalets aislados unifamiliares. Linda con la urbanización Villafranca del Castillo donde se encuentra la Universidad Camilo José Cela (UCJC).
- Urbanización Natura: situada a 1 km al este de la zona urbana y compuesta principalmente por chalets adosados unifamiliares
- Urbanización Las Vegas: situada a 2 km al este de la zona urbana y compuesta principalmente por chalets unifamiliares y alguna vivienda. Hasta el 2006 se consideró suelo rústico y en este mismo año fue asfaltada la zona, pasando a considerarse suelo urbano. Además al final de la urbanización se puede encontrar una nave de reciclaje de papel.
- Los Pinos: situado a las afueras, a menos de un 1 km, donde se puede localizar el campo de fútbol municipal, la residencia de ancianos Medinaceli, el instituto Sapere Aude y la piscina municipal Los Pinos.

Otras zonas
- Parque Empresarial Aulencia, en la carretera M-509 a Villanueva de la Cañada.[4] 40°29′8″N 3°58′58″O / 40.48556, -3.98278
- Granja Priégola.[5]

### Naturaleza
Parque regional del Curso medio del río Guadarrama y su entorno

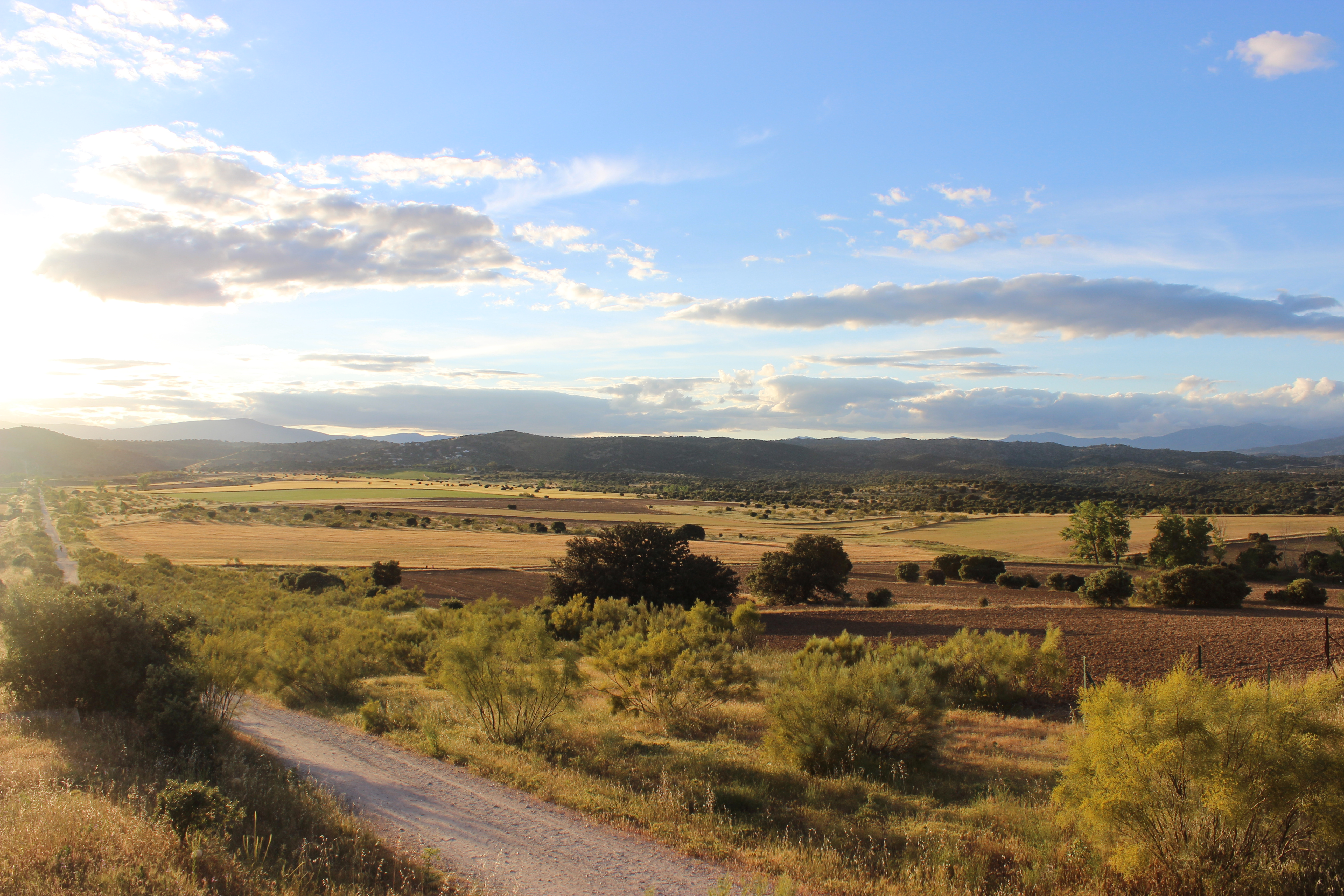
Alrededores Villanueva de Pardillo

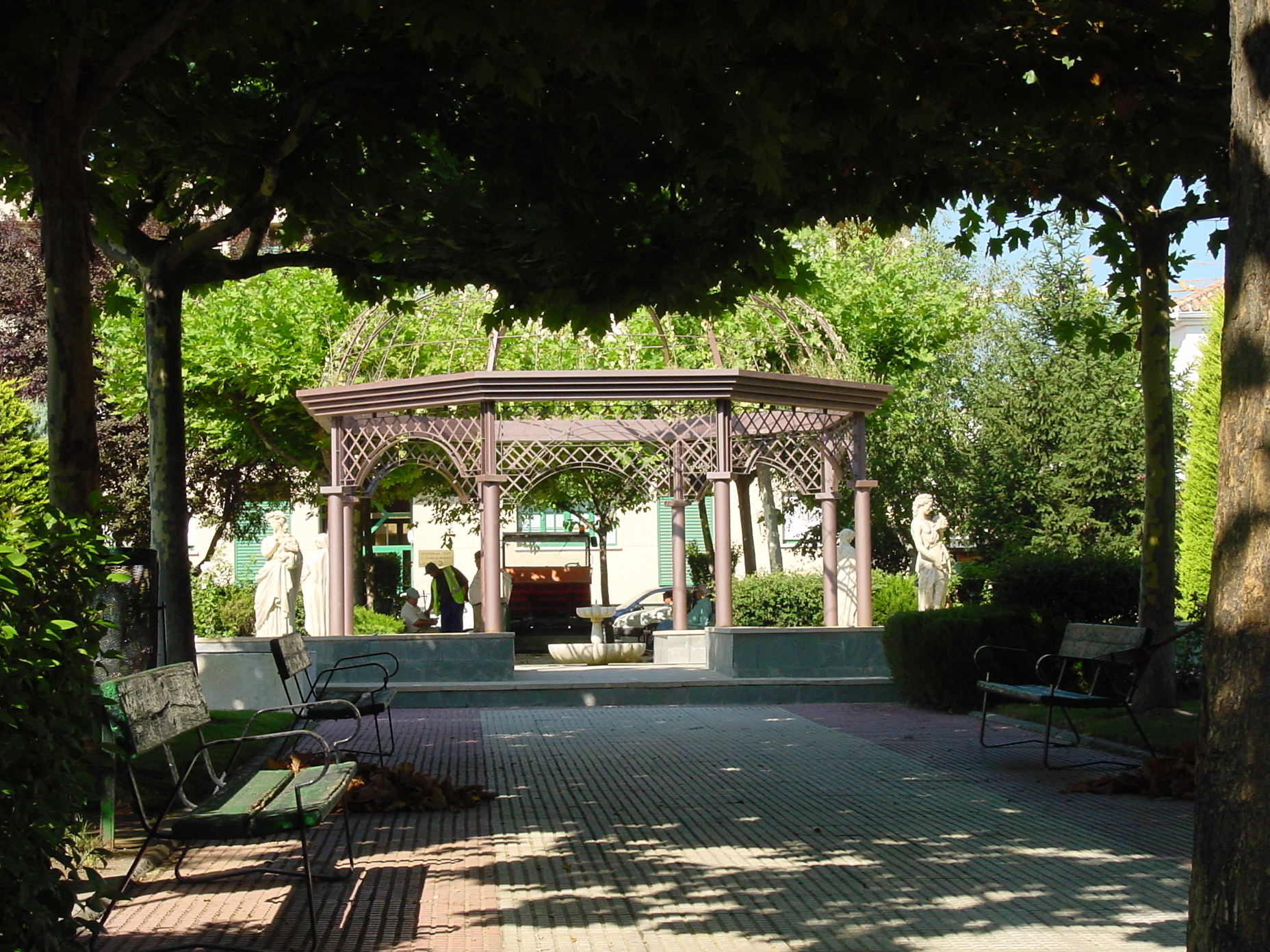
Parque Rosalía de Castro en el centro del pueblo

El parque regional del Curso medio del río Guadarrama y su entorno es un espacio natural de gran diversidad ambiental que se extiende, desde la base de la sierra de Guadarrama hasta la campiña de la depresión del Tajo, siguiendo el curso de los ríos Guadarrama y Aulencia.
El uso público de los Espacios Naturales es uno de los pilares básicos en su gestión, y engloba el conjunto de actividades relacionadas con el recreo, la cultura y la educación que en él se desarrollan. Desde esta área el objetivo fundamental es dar a conocer los valores naturales del parque para que los visitantes lo valoren y respeten. Para este fin se cuenta con diferentes propuestas y una amplia red de sendas y caminos rurales, utilizados tradicionalmente para uso agropecuario y forestal, que facilita además la conexión entre los distintos núcleos urbanos.
También hay habilitadas áreas recreativas, que cuentan con cartelería informativa e interpretativa, además de facilitar aparcamiento a los vehículos, para permitir a los visitantes disfrutar y conocer este singular Espacio Natural. Asimismo se desarrollan programas de educación ambiental con la finalidad de implicar de una forma activa a los vecinos del parque en su conservación a través del ocio y el recreo. Igualmente desde esta misma área se dirigen estudios sobre patrimonio histórico, los cuales consisten principalmente en la realización de inventarios de elementos patrimoniales existentes en el parque.

### Flora y fauna
Villa de amplia tradición pastoral con una cabaña ganadera bovina y ovina, el crecimiento urbanístico lo ha transformado casi exclusivamente en zona residencial. La flora compuesta de encinas, fresnos, sauces, chopos y olmos, monte bajo, matorrales, pastizales y pinos como: pinus pinea, pinus pinaster, cupressuss clabra y cupressus sempervirens, también acoge una fauna acorde a estas especies arbóreas y arbustivas como las cigüeñas, herrerillos, carboneros, pinzones, jilgueros, gorriones y golondrinas. Al estar enclavado en el parque regional del Curso medio del río Guadarrama y su entorno con su afluente el Aulencia y ubicado entre la sierra de Guadarrama y la de Gredos, se convierte en un lugar privilegiado para observar otros animales o bien para realizar paseos, excursiones o cualquier otra actividad de ocio y tiempo libre.

## Historia
Villanueva del Pardillo fue en tiempos aldea de Galapagar, dentro de los territorios del Condado del Real del Manzanares del Ducado del Infantado.
Son varias las hipótesis sobre el origen del nombre del municipio. Según versiones populares, fue en épocas de la Reconquista cuando un pastor apellidado Pardo le puso su nombre, “Pardillo”.
Existen otros posibles orígenes, como lo es dentro de la historia de la tuna, siendo el aprendiz su pardillo, localidad en donde procedía un gran número de estudiantes universitarios, o también como el derivado de pardal (aldeano), “ dícese de los aldeanos porque generalmente visten de pardo”. Opción más prosaica sería la que se encuentran la derivación de pardo de la voz latina “paries” (pared) de donde se deriva “parietinas”(casa con paredes sin techo) o “pardina” (casa aislada en montaña); también se comenta por el tipo de pájaros “pardillo” e incluso por ser la prolongación del pardo, sea como fuere, encierra mayor encanto la incógnita de su origen real.
La historia de Villanueva del Pardillo se remonta al Medievo y a la determinación de Fernando el Católico de dividir el territorio en villas o territorios menores. El 4 de noviembre de 1702, solicitó su determinación como Villa y, la reina gobernadora, María de Neoburgo en nombre de Felipe V, expide la carta de merced a favor del lugar El Pardillo, concediéndole el título de Villa. Esta categoría se consiguió a cambio de 687.5 ducados de vellón que se repartieron a razón de 25 ducados por cada vecino.

### SigloXVIII
En el siglo XVIII, confrontaba por poniente con el río Aulencia que dividía esta jurisdicción con la de Villanueva de la Cañada, por el norte con los términos de las villas de Colmenarejo y Galapagar, por el sur con la jurisdicción que se nombraba de Villafranca, propia de Gelu y Villamarina, y por levante con el río Guadarrama que dividía esta jurisdicción con la del lugar de Majadahonda, del Partido de Madrid.
Respecto a la estructura urbana, el caserío se extendía de forma irregular a ambos lados de la vía principal de comunicación con las villas cercanas. Existían 67 casas, 9 pajares, 2 bodegas y 4 solares pertenecientes a vecinos, capellanías y curato de esta villa. Todas las casas estaban habitadas a excepción de una perteneciente al citado curato que se encontraba bastante deteriorada. En dicha villa, había una taberna, una tienda de abacería y una mercería. No había casa hospital, ni mesón, pero sí una casa, la de Felipe Rodríguez, que solía recoger algunos caminantes por voluntad.

### De 1800 hasta el final de la guerra civil

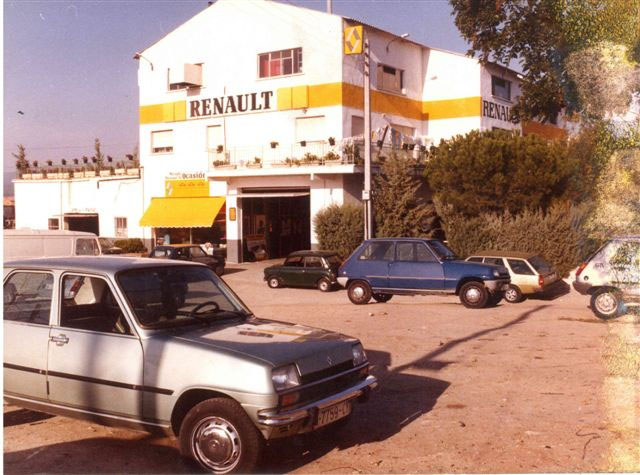
Taller Reanult finales años 80

Tenía 80 casas de mediana construcción. El resto de los edificios que conformaban el pueblo eran: el ayuntamiento, la cárcel, la escuela de primeras letras común a ambos sexos, dotada con 1460 reales y una iglesia parroquial, dedicada a San Lucas, con curato de entrada y provisión ordinaria, a la cual es anejo el coto redondo de Villafranca del Castillo, que en lo civil pertenece al Ayuntamiento de Villanueva de la Cañada. En las afueras se encuentra la ermita de San Antón (actualmente La Ermita o La Fuente del Manchego) el cementerio bien situado y dos fuentes de buen agua.
La población no experimenta un notable incremento siendo a finales del siglo XIX cuando este se produce. Las construcciones, al igual que en todos los pueblos de la meseta castellana, son de fábrica de tapial y adobe, y a veces de tapial y ladrillo, sobre zócalo de mampostería, reservando la piedra de granito para los edificios más representativos. Las cubiertas son de entramado de madera y teja árabe. Las casas se disponían a lo largo de la carretera.
Durante el siglo XX, no se produjo ningún acontecimiento importante que afectara la fisonomía del municipio hasta la guerra civil. En la contienda el pueblo quedó totalmente destruido y desapareció toda la documentación histórica. Sólo quedó en pie un gran edificio llamado La Casona o La Casa Grande, convertido más adelante en centro cultural y, posteriormente en biblioteca municipal. Finalizada la guerra, el pueblo fue "adoptado" por el dictador Francisco Franco el 7 de octubre de 1939. Dos años más tarde comenzarían los proyectos de reconstrucción del caserío por Regiones Devastadas.

### Después de la guerra civil a la actualidad
En los años 60 visito Villanueva John Davis Lodge o más conocido como Mr.Lodge, embajador de EE. UU. en España, entre 1955 y 1961, quien donó un aparato de televisión e hizo multitud de regalos al pueblo en 1960. En agradecimiento, los pardillanos le otorgaron una calle que lleva su nombre. En la actualidad, se conserva aún este tipo de edificación de posguerra que comprende la mayor parte del casco antiguo de la población. 
El 19 de junio de 1997 se publica en el Boletín Oficial de la Comunidad de Madrid el Escudo y la bandera, los cuales fueron presentados junto con el himno el 4 de noviembre de ese mismo año a todos los vecinos. Este día es celebrado como día representativo e histórico.
Villanueva del Pardillo, de tradición agrícola-ganadera, ha experimentado un notable crecimiento urbanístico en los últimos años del siglo XXI, transformándose en una ciudad residencial que procura el equilibrio de zonas habitacionales y de servicio, viviendas y zonas verdes.[cita requerida] Enclavado en las faldas de la sierra de Guadarrama, Villanueva del Pardillo es hoy en día uno de los municipios de la zona noreste con mayor desarrollo económico y crecimiento urbanístico de la zona.[cita requerida]

## Demografía
Villanueva del Pardillo cuenta con una población de 18 086 habitantes (INE 2024).
| Gráfica de evolución demográfica de Villanueva del Pardillo entre 1842 y 2021                                       |
| |
| Población de derecho según los censos de población del INE Población de hecho según los censos de población del INE |

## Economía
Predomina el sector servicios con el 57,6 % de la población activa. Seguido del sector industria con el 21,5 %, el sector de la construcción con el 15,3 % y el sector de la agricultura con el 5,6 %.

| Gráfica de evolución de la deuda viva del Ayuntamiento entre 2008 y 2023                                          |
| |
| Deuda viva del Ayuntamiento de Villanueva del Pardillo, en miles de euros, según datos del Ministerio de Hacienda |

## Símbolos

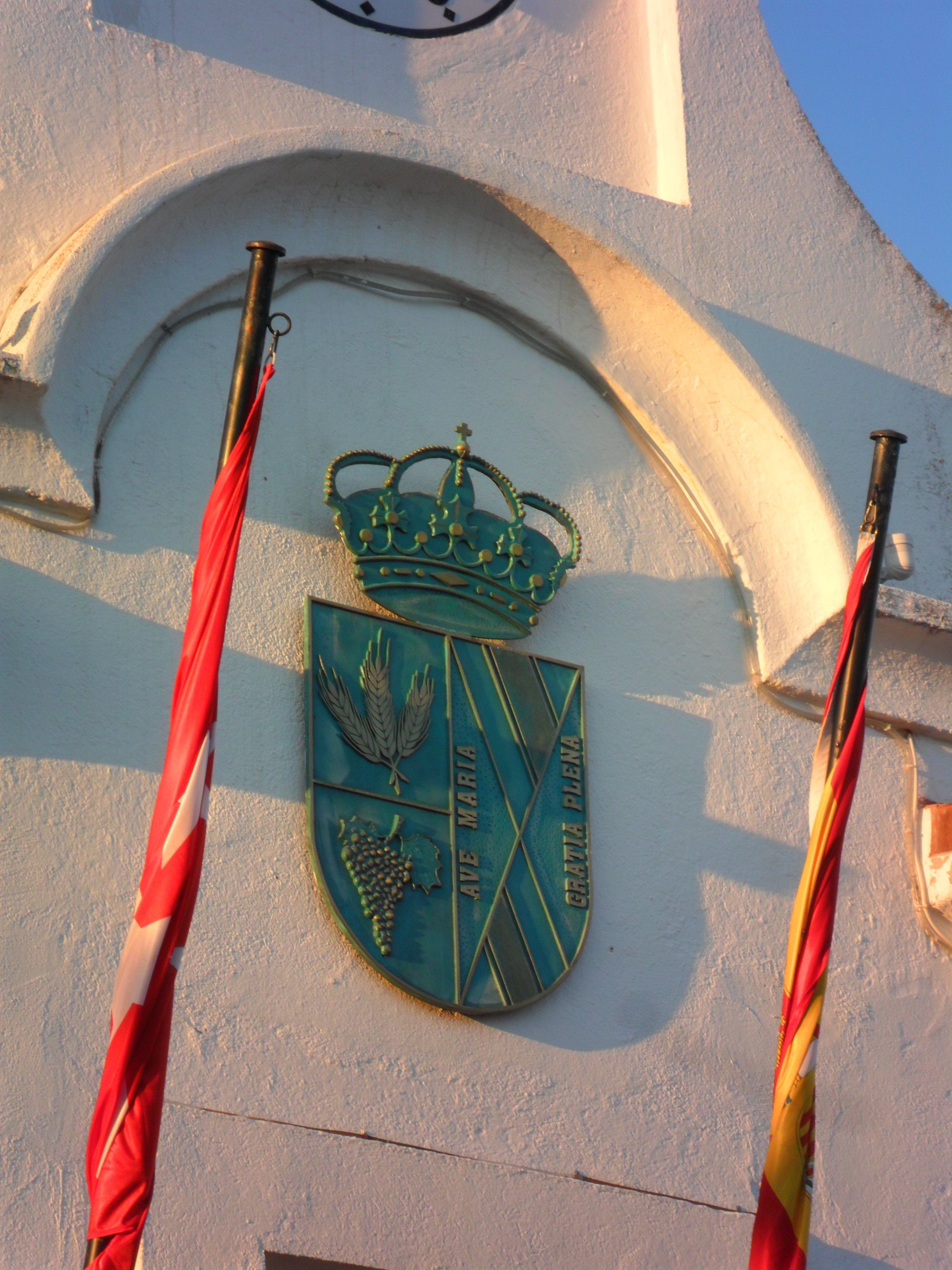
Detalle del escudo del municipio en la fachada de la casa consistorial

El 7 de noviembre de 1997, en el Boletín Oficial del Estado, se publicó el acuerdo para fijar de manera oficial el escudo heráldico y la bandera del municipio. La descripciones son las siguientes:
Escudo

«Partido. 1 Cortado: A de azur, tres espigas de trigo de oro en hoz. B de plata, un racimo de uvas al natural; 2 en sotuer a y c de sinople una banda de gules fileteada de oro, b y d de oro con la leyenda Ave María Gratia Plena. Timbrado de Corona Real Española».

Bandera

«De proporción 2:3. Paño amarillo gualda. Brochante al centro el Escudo Municipal. timbrado».

## Administración y política

### Gobierno municipal
Desde 2019, el alcalde de Villanueva del Pardillo es Eduardo Fernández Navarro del Partido Local de Villanueva del Pardillo y actualmente gobierna en minoría con 7 concejales.

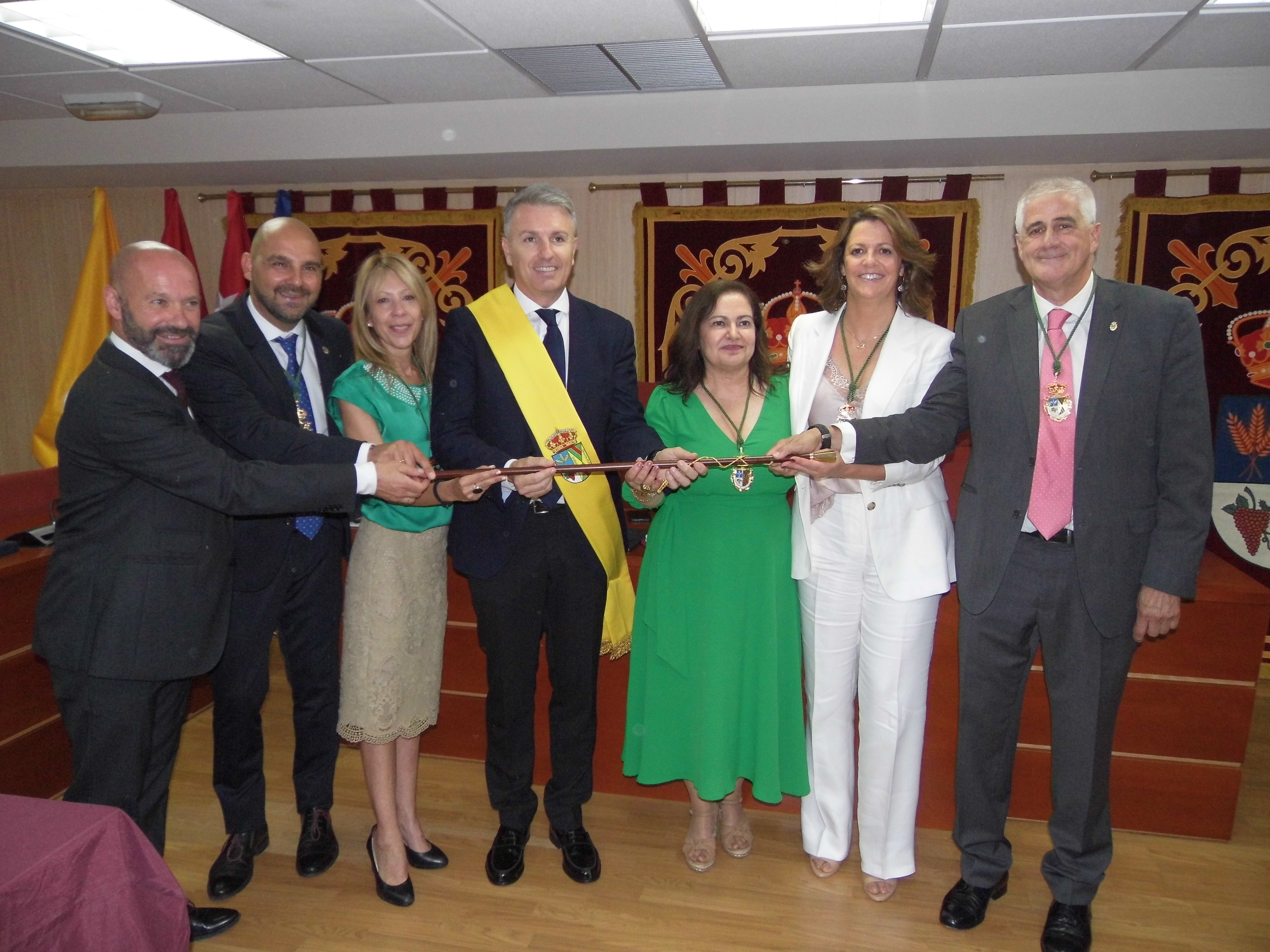
Gobierno de Villanueva del Pardillo

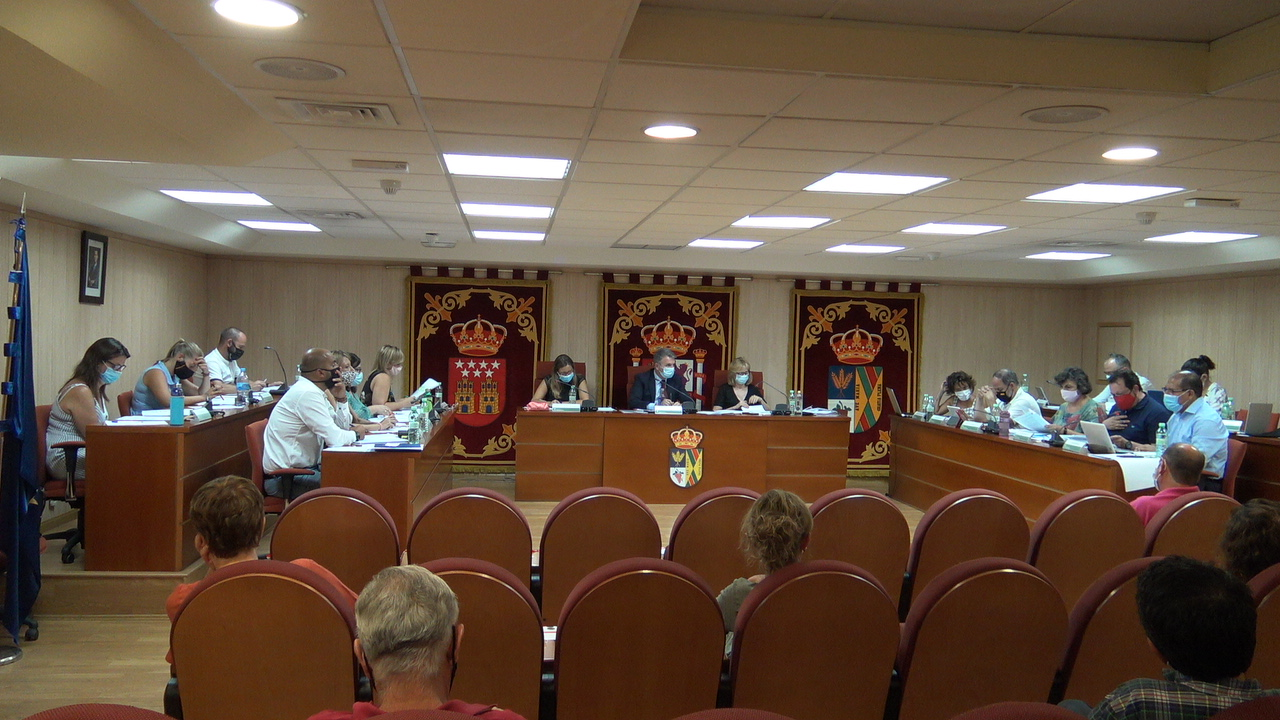
Salón de Plenos

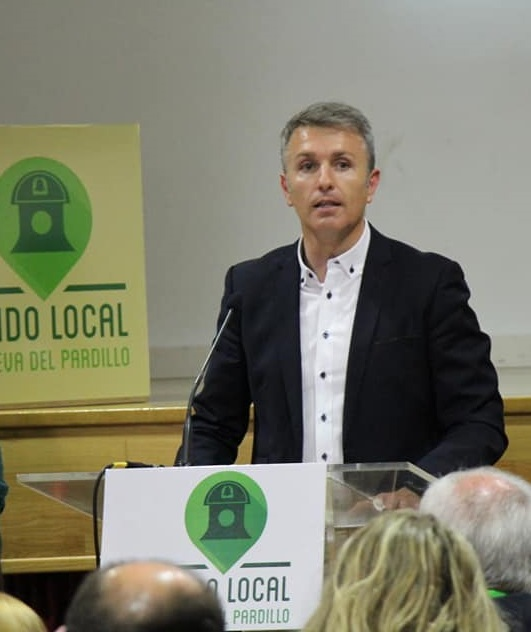
Eduardo Fernández, alcalde de Villanueva del Pardillo

| Periodo   | Nombre                    | Partido | Partido                                         |
| --------- | ------------------------- | ------- | ----------------------------------------------- |
| 1979-1987 | Enrique González Palacios |         | Paz, Trabajo y Progreso (PTP)                   |
| 1987-1991 | Enrique González Palacios |         | Partido Socialista Obrero Español (PSOE)        |
| 1991-2015 | Juan González Miramón     |         | Partido Popular (PP)                            |
| 2015-2019 | Luis Alberto Sosa Gayé    |         | Ciudadanos (CS)                                 |
| 2019-act. | Eduardo Fernández Navarro |         | Partido Local de Villanueva del Pardillo (PLVP) |

Acuerdos de investidura o coaliciones de gobierno
| Mandato   | Partidos implicados     | Concejales |
| --------- | ----------------------- | ---------- |
| 2011-2015 | Partido Popular-UPYD    | 9/17       |
| 2015-2017 | Ciudadanos-Vecinos      | 6/17       |
| 2017-2019 | Ciudadanos-Vecinos-PSOE | 8/17       |
| 2019-2023 | PLVP-Vox                | 9/17       |

| Partido político                                                        | 2023  | 2023  | 2023       | 2019  | 2019  | 2019       | 2015  | 2015  | 2015       | 2011  | 2011  | 2011       | 2007  | 2007  | 2007       | 2003  | 2003  | 2003       | 1999  | 1999  | 1999       | 1995  | 1995  | 1995       | 1991  | 1991  | 1991       | 1987  | 1987  | 1987       | 1983  | 1983  | 1983       | 1979  | 1979  | 1979       |
| Partido político                                                        | %     | Votos | Concejales | %     | Votos | Concejales | %     | Votos | Concejales | %     | Votos | Concejales | %     | Votos | Concejales | %     | Votos | Concejales | %     | Votos | Concejales | %     | Votos | Concejales | %     | Votos | Concejales | %     | Votos | Concejales | %     | Votos | Concejales | %     | Votos | Concejales |
| Partido Local de Villanueva del Pardillo (PLVP)                         | 36,02 | 3214  | 7          | 30,88 | 2466  | 6          | 19,34 | 1396  | 4          | —     | —     | —          | —     | —     | —          | —     | —     | —          | —     | —     | —          | —     | —     | —          | —     | —     | —          | —     | —     | —          | —     | —     | —          | —     | —     | —          |
| Partido Popular (PP)                                                    | 27,10 | 2418  | 6          | 12,90 | 1030  | 2          | 19,27 | 1391  | 4          | 44,97 | 3180  | 8          | 53,64 | 3405  | 10         | 51,62 | 2006  | 8          | 59,16 | 1205  | 7          | 63,58 | 894   | 8          | 52,63 | 449   | 5          | 22,71 | 201   | 2          | 2,06  | 13    | 0          | —     | —     | —          |
| Vox                                                                     | 12,86 | 1148  | 2          | 13,74 | 1097  | 3          | 2,11  | 152   | 0          | —     | —     | —          | —     | —     | —          | —     | —     | —          | —     | —     | —          | —     | —     | —          | —     | —     | —          | —     | —     | —          | —     | —     | —          | —     | —     | —          |
| Partido Socialista Obrero Español (PSOE)                                | 11,98 | 1069  | 2          | 13,42 | 1072  | 3          | 13,84 | 999   | 2          | 27,08 | 1915  | 5          | 28,13 | 1786  | 5          | 30,20 | 1174  | 4          | 33,24 | 674   | 4          | 30,44 | 428   | 3          | 42,88 | 449   | 4          | 56,50 | 500   | 5          | 2,69  | 17    | 0          | —     | —     | —          |
| Pardillanos]                                                            | 4,19  | 374   | 0          | —     | —     | —          | —     | —     | —          | —     | —     | —          | —     | —     | —          | —     | —     | —          | —     | —     | —          | —     | —     | —          | —     | —     | —          | —     | —     | —          | —     | —     | —          | —     | —     | —          |
| Podemos-Izquierda Unida (IU)                                            | 3,25  | 290   | 0          | 4,66  | 373   | 0          | 8,30  | 599   | 1          | 6,19  | 438   | 1          | 5,64  | 358   | 1          | 4,71  | 183   | 0          | 5,06  | 103   | 0          | 4,69  | 66    | 0          | —     | —     | —          | —     | —     | —          | —     | —     | —          | —     | —     | —          |
| Ciudadanos (CS)                                                         | 3,08  | 275   | 0          | 13,09 | 1045  | 2          | 20,73 | 1496  | 4          | 10,35 | 732   | 2          | —     | —     | —          | —     | —     | —          | —     | —     | —          | —     | —     | —          | —     | —     | —          | —     | —     | —          | —     | —     | —          | —     | —     | —          |
| Vecinos por el Pardillo (VPEP)                                          | —     | —     | —          | 7,51  | 600   | 1          | 10,25 | 740   | 2          | —     | —     | —          | —     | —     | —          | —     | —     | —          | —     | —     | —          | —     | —     | —          | —     | —     | —          | —     | —     | —          | —     | —     | —          | —     | —     | —          |
| Unión Progreso y Democracia (UPyD)                                      | —     | —     | —          | —     | —     | —          | 2,37  | 171   | —          | 8,26  | 584   | 1          | —     | —     | —          | —     | —     | —          | —     | —     | —          | —     | —     | —          | —     | —     | —          | —     | —     | —          | —     | —     | —          | —     | —     | —          |
| CDE-Centro Democrático y Social (CDS)-Unión de Centro Democrático (UCD) | —     | —     | —          | —     | —     | —          | —     | —     | —          | —     | —     | —          | 5,4   | 343   | 1          | 6,46  | 251   | 1          | —     | —     | —          | —     | —     | —          | —     | —     | —          | —     | —     | —          | —     | —     | —          | 9,68  | 46    | 1          |
| Paz, Trabajo y Progreso (PTP)                                           | —     | —     | —          | —     | —     | —          | —     | —     | —          | —     | —     | —          | —     | —     | —          | —     | —     | —          | —     | —     | —          | —     | —     | —          | —     | —     | —          | —     | —     | —          | 55,54 | 351   | 4          | 61,68 | 293   | 4          |
| Agrupación Ciudadana (AP)                                               | —     | —     | —          | —     | —     | —          | —     | —     | —          | —     | —     | —          | —     | —     | —          | —     | —     | —          | —     | —     | —          | —     | —     | —          | —     | —     | —          | —     | —     | —          | 39,72 | 251   | 3          | 19,16 | 91    | 2          |
| Unidad Democrática Pardillana (UDP)                                     | —     | —     | —          | —     | —     | —          | —     | —     | —          | —     | —     | —          | —     | —     | —          | —     | —     | —          | —     | —     | —          | —     | —     | —          | —     | —     | —          | 20,23 | 179   | 2          | —     | —     | —          | —     | —     | —          |

### Justicia
Villanueva del Pardillo pertenece al partido judicial número 7 de Madrid, con sede en San Lorenzo de El Escorial, donde existen varios juzgados de primera instancia e instrucción. En la localidad hay un juzgado de paz, donde un juez de paz, desarrolla las competencias propias de esta figura jurídica.

## Servicios

### Educación
En Villanueva del Pardillo hay 1 escuela infantil pública (E.I. Virgen del Soto) y un total de 7 centros de educación infantil privados; 3 colegios públicos de educación infantil y primaria (San Lucas, Rayuela y Carpe Diem) y dos privados concertados (colegio Vallmont y Antavilla School); también hay un instituto de educación secundaria bilingüe público (Sapere Aude).
Existe una asociación, el Pardillo Verde, cuyo principal objetivo es la educación ambiental, sus recursos pueden ser utilizados por todos los centros de Villanueva del Pardillo y su entorno.

### Sanidad
Villanueva del Pardillo dispone de una red de asistencia pública que gestiona la Comunidad de Madrid, concretada en un consultorio médico local. Siendo centro de cabecera el centro de salud de Villanueva de la Cañada.
Como Hospital, se utiliza el Hospital de Puerta de Hierro de Majadahonda, integrado en el Servicio Madrileño de Salud, por ser referente de Atención Especializada del Área 6 de Salud de la Comunidad de Madrid. Dista aproximadamente 12 km de la localidad.

### Servicios sociales
La prestación de servicios sociales en Villanueva del Pardillo los realiza desde 1991, la mancomunidad de servicios sociales La Encina que atiende de forma mancomunada a las localidades de Villanueva de la Cañada, Villanueva del Pardillo, Brunete y Quijorna.
La sede central se encuentra ubicada en Villanueva de la Cañada, en el centro cívico El Molino, prestándose atención social en esta sede para aquellas personas empadronadas en Villanueva de la Cañada, y en las distintas dependencias habilitadas a tal fin en el resto de municipios. En Villanueva del Pardillo la sede está ubicada en el centro de mayores del municipio.
Desde 2019, la concejal delegada de Servicios Sociales de Villanueva del Pardillo ostenta la vicepresidencia de la Mancomunidad y Villanueva de la Cañada ostenta la presidencia de la Mancomunidad.

### Seguridad ciudadana

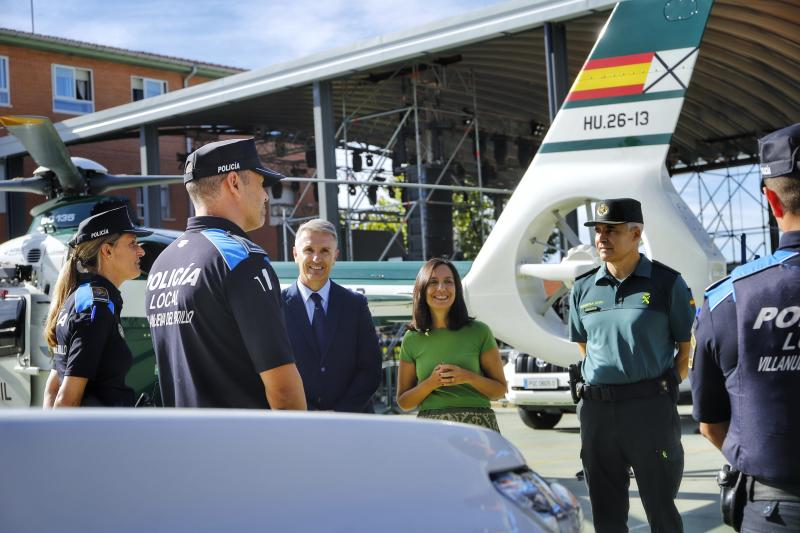
La delegada del gobierno de Madrid junto al alcalde de Villanueva del Pardillo

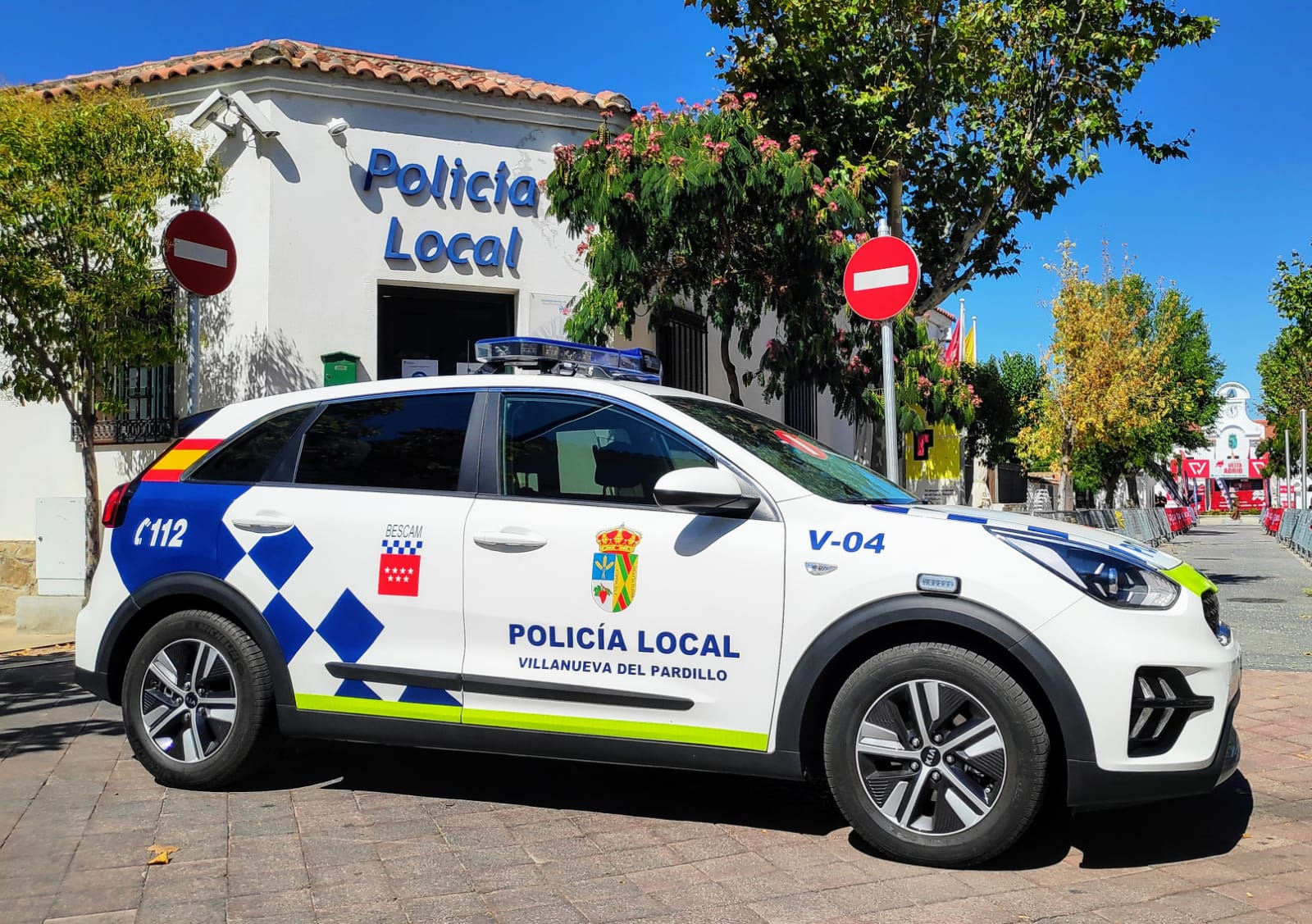
Policía local

La Concejalía de Seguridad Ciudadana es un área próxima al ciudadano, asistencial, preventiva y reactiva, encargada de la seguridad, la vigilancia, el tráfico, la asistencia en accidentes y la mediación de conflictos, entre otros cometidos.
Esta Concejalía está compuesta por policía local y protección civil, dentro de las cuales se encuentran unidades como la de Violencia de Género, Agentes Tutores, Policía Administrativa, Tráfico y Educación Vial, Medio Ambiente, Guías Caninos y Comunicación. Desde abril de 2022 está operativo el puesto de Guardia Civil en las dependencias de policía local, para denuncias u otro tipo de trámites.

### Transporte

#### Red viaria
El término municipal de Villanueva del Pardillo está surcado por las siguientes carreteras:
- La Carretera autonómica M-509 discurre por el término municipal atravesando el centro de la localidad. En dirección este conecta con la  Autovía de Circunvalación M-50 y los municipios de Majadahonda y Las Rozas de Madrid, además también facilita el acceso a urbanizaciones alejadas del casco urbano. En dirección oeste conecta con la carretera M-503 y da accesso a la zona de Los Pinos y el parque empresarial Aulencia.[20]

- La Carretera autonómica M-503 discurre por 3 kilómetros dentro del término municipal de la localidad. En dirección oeste conecta con la  Carretera M-600 y los municipios de Villanueva de la Cañada y Valdemorillo. En dirección sureste conecta con la zona sur de Majadahonda.[21]

- M-851 : La carretera M-851 discurre por el término municipal de Majadahonda, conecta Las Rozas con Villanueva del Pardillo. Inicia en el km. 3 de la Carretera M-505 y finaliza en la Carretera M-509.

#### Transporte público
Villanueva del Pardillo cuenta un servicio de autobuses de ocho líneas interurbanas, que conectan con Majadahonda, Las Rozas de Madrid, Villanueva de la Cañada, Valdemorillo, Brunete y Colmenar del Arroyo. De las líneas interurbanas, cinco conectan con Madrid, estableciendo su cabecera en el Intercambiador de Moncloa.
| Modo de transporte     | Línea                                                      | Recorrido                 | Operador |
| ---------------------- | ---------------------------------------------------------- | ------------------------- | -------- |
| Autobuses interurbanos |                                                            |                           |          |
| 626                    | Las Rozas - Majadahonda - Villanueva de la Cañada          | Auto Periferia            |          |
| 626A                   | Majadahonda (estación FF.CC.) - Villanueva del Pardillo    | Auto Periferia            |          |
| 627                    | Madrid (Moncloa) - Villanueva de la Cañada - Brunete       | Auto Periferia            |          |
| 641                    | Madrid (Moncloa) - Valdemorillo                            | Avanza Movilidad Integral |          |
| 642                    | Madrid (Moncloa) - Colmenar del Arroyo                     | Avanza Movilidad Integral |          |
| 643                    | Madrid (Moncloa) - Villanueva del Pardillo                 | Avanza Movilidad Integral |          |
| 645                    | Madrid (Moncloa) - Robledo de Chavela - Cebreros           | ALSA                      |          |
| FS1                    | Las Rozas (CC Herón City/Las Rozas Village) - Valdemorillo | Avanza Movilidad Integral |          |
| N908                   | Madrid (Moncloa) - Villanueva del Pardillo - Valdemorillo  | Avanza Movilidad Integral |          |

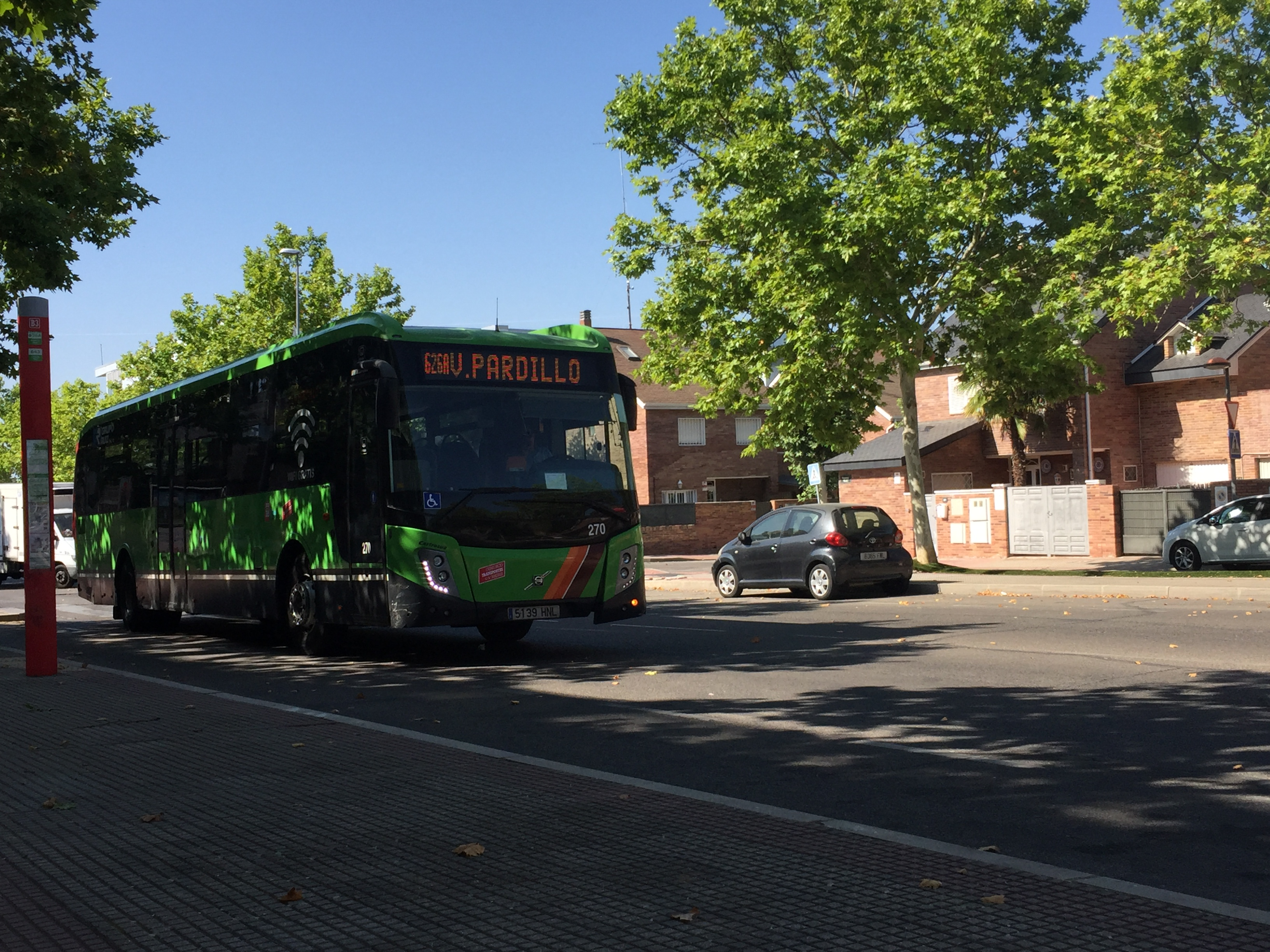
Línea 626A transcurriendo por Camino Real

En la línea 627 no se puede hacer el recorrido Madrid-Villanueva del Pardillo y vicerversa.

#### Aeródromo

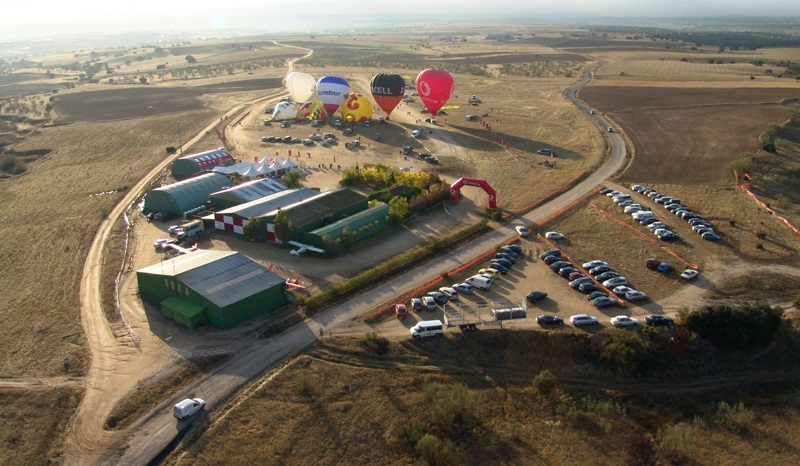
Aeródromo de Villanueva del Pardillo

Dos hermanos fundaron el primer aeroclub de España, en 1978, en el aeródromo de Villanueva del Pardillo. A día de hoy es una escuela de pilotos que ofrece cursos y vuelos en globo, ultraligero, venta de aviones y que sirve también como taller de mantenimiento y reparaciones.
Aeródromo de Villanueva del Pardillo, con una pista: RWY: 14 / 32 Zahorra compactada. 400×25m
Escuela U.L.M. Villanueva del Pardillo
Coordenadas: 40°30′10″N 3°59′58″O / 40.50278, -3.99944
Elevación: 678 m / 2237 ft 
Frecuencia: 130.125hz

## Cultura

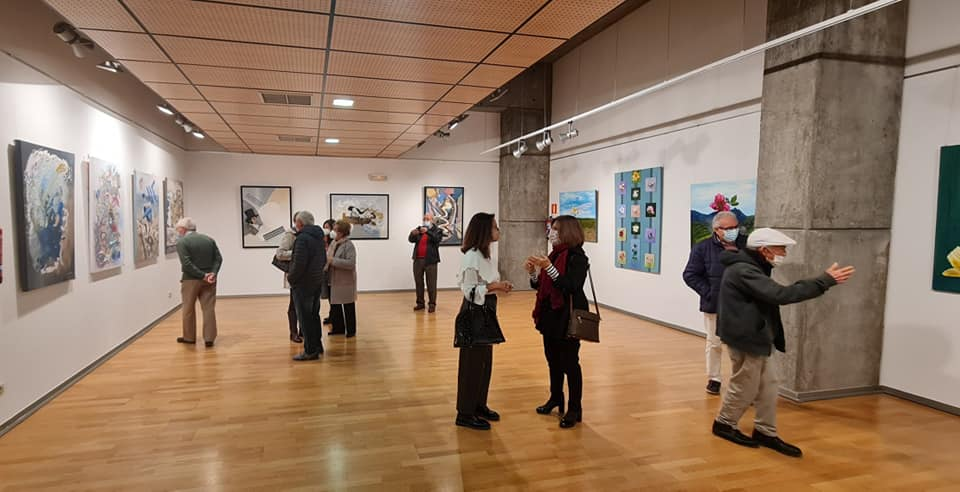
Sala Ángel Orcajo del centro cultural Tamara Rojo

Villanueva del Pardillo ofrece un amplio abanico de actividades a través de las Escuelas Municipales de Música, Danza, Artesanía y Teatro, así como de los talleres, conferencias, exposiciones, conciertos y espectáculos para todas las edades, que se realizan a lo largo del año.

### Patrimonio
Viviendas del Plan de Regiones Devastadas

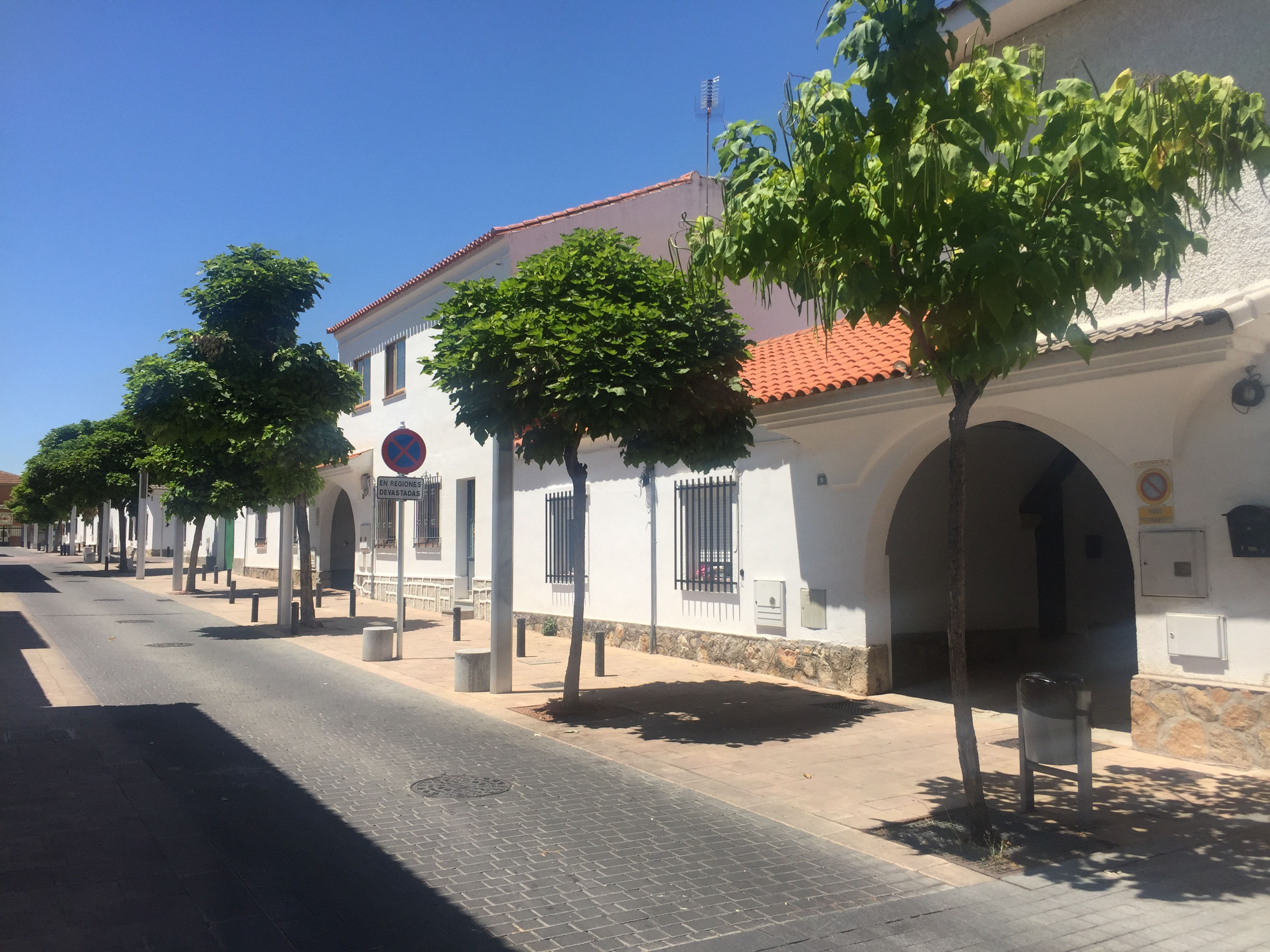
Calle Cervantes

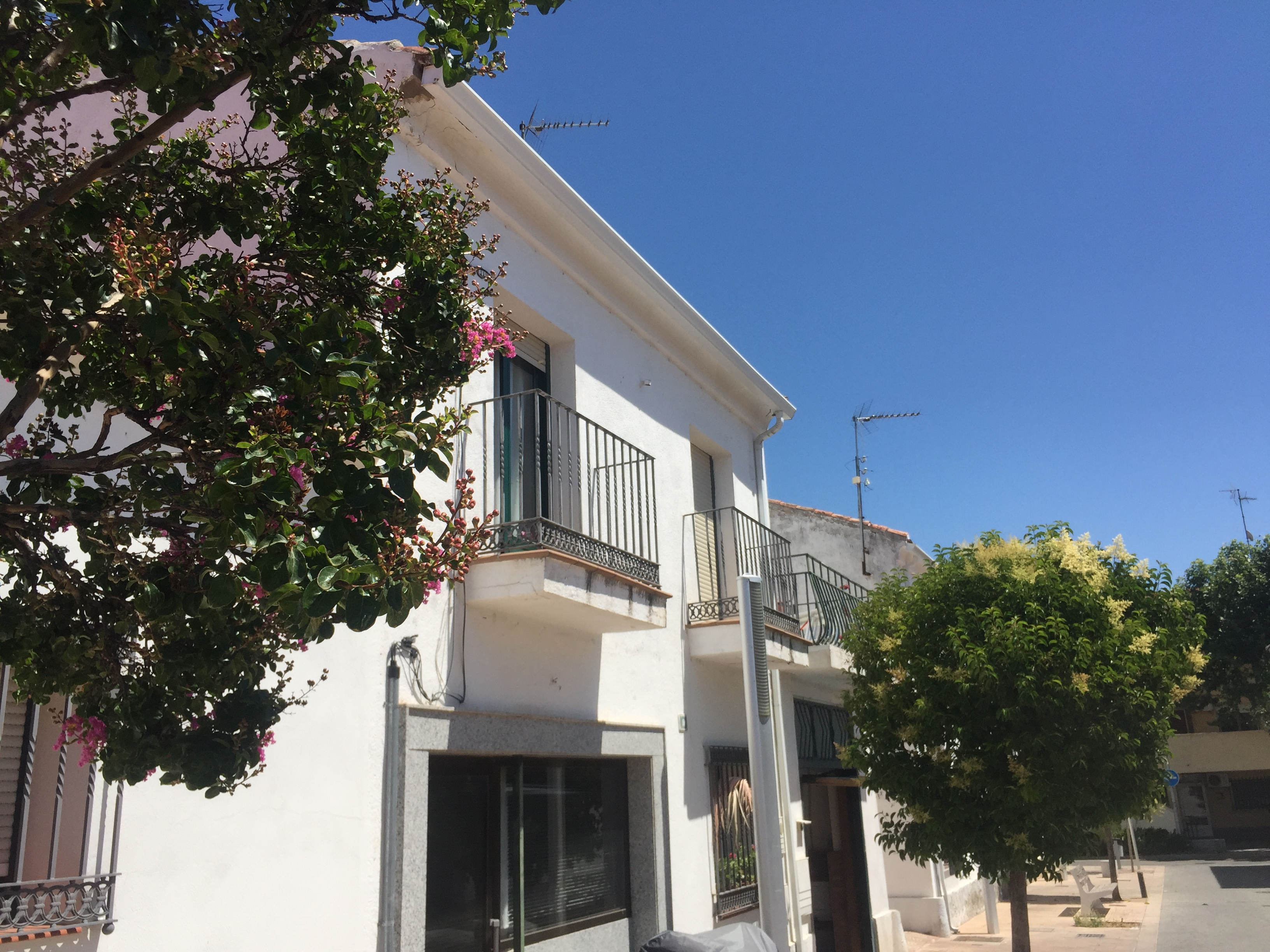
Calle San Lucas

Conjunto de manzanas y viviendas desarrolladas tras la guerra civil en proyectos sucesivos que respondieron básicamente a programas muy austeros inspirados en la arquitectura popular del carácter agrícola, con viviendas de una o dos plantas a la calle. En conjunto presenta numerosas intervenciones, aunque el casco de Regiones Devastadas de Villanueva del Pardillo es, probablemente, el mejor conservado de la Comunidad de Madrid.
Casa-museo del Maestro
Se encuentra actualmente en fase de creación y pretende mostrar la realidad de una vivienda rural de los años 40 de las que se construyeron con el plan de Regiones Devastadas posteriormente a la guerra civil.[cita requerida]

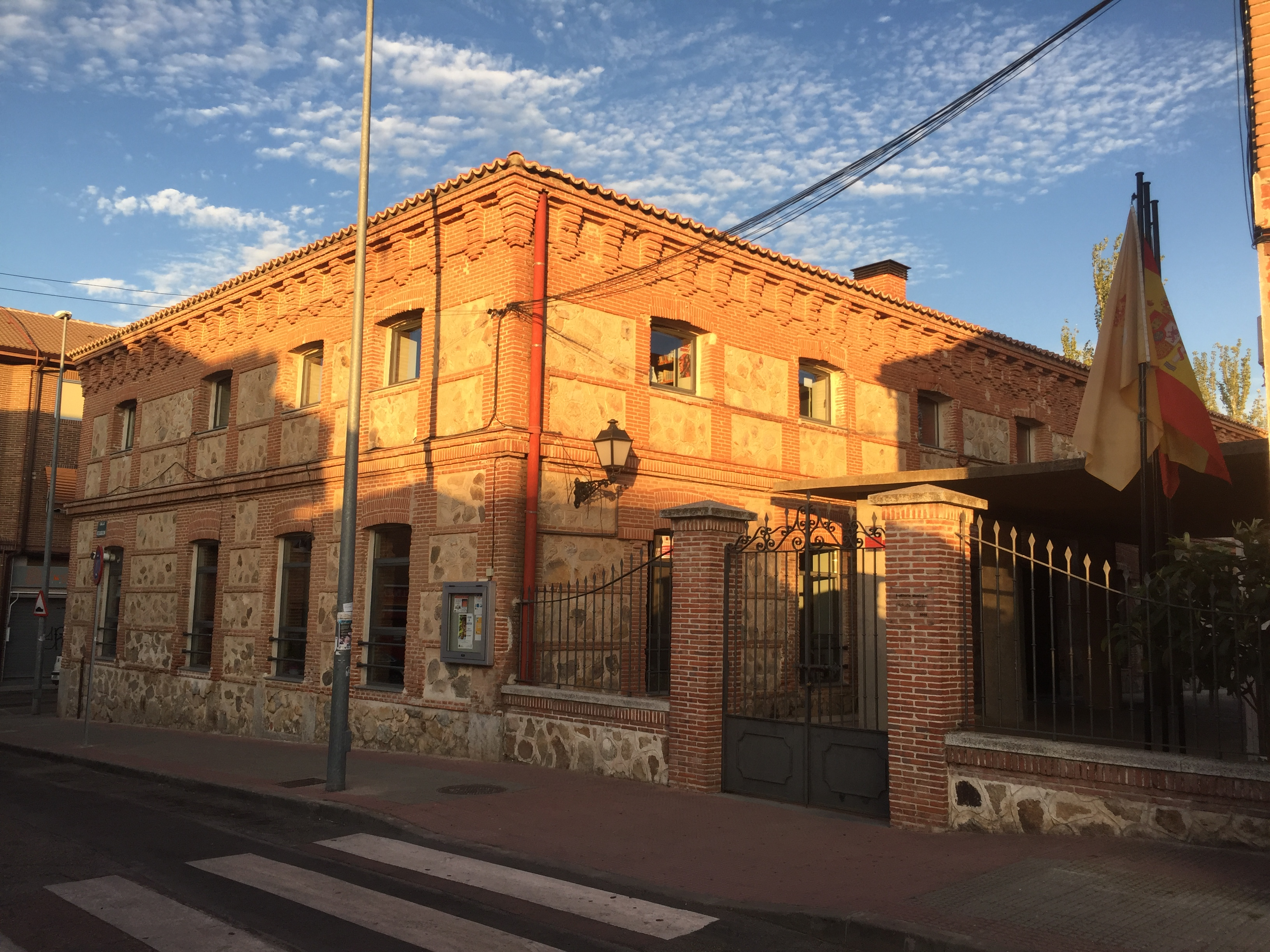
La Casona
El proyecto inicial data aproximadamente de 1900 pero fue rehabilitada de 1986 a 1989. Al acabar la Guerra Civil fue utilizada como refugio para todos aquellos pardillanos que habían perdido su hogar.
La planta baja de la Casona fue utilizada como cocina mientras las habitaciones se compartían entre varias familias. Este edificio responde a un estilo de síntesis de elementos historicistas. Las fachadas desarrollan sus muros en tongadas y verdugadas de inspiración neomudéjar junto a vanos ligeramente arqueados con jambas y dinteles de ladrillo. El conjunto es un ejemplo paradigmático de la arquitectura finisecular. 
A lo largo de los avatares de su historia bicentenaria, el edificio ha sufrido importantes modificaciones de uso, de distribución interior y de su cubierta, habiendo sido rehabilitado recientemente y encontrándose en un excelente estado de conservación. La “Casona” se encuentra dentro de unos elementos protegidos establecidos con un grado de protección estructural y es, asimismo, declarado como bien de interés cultural.
A lo largo de los años, este edificio ha dado a la ciudadanía del municipio de Villanueva del Pardillo un enorme servicio, desde consultorio médico, pasando por centro de educación de adultos, hasta centro cultural y biblioteca desde 1991. Actualmente es la biblioteca municipal.
Plaza Mayor y casa consistorial

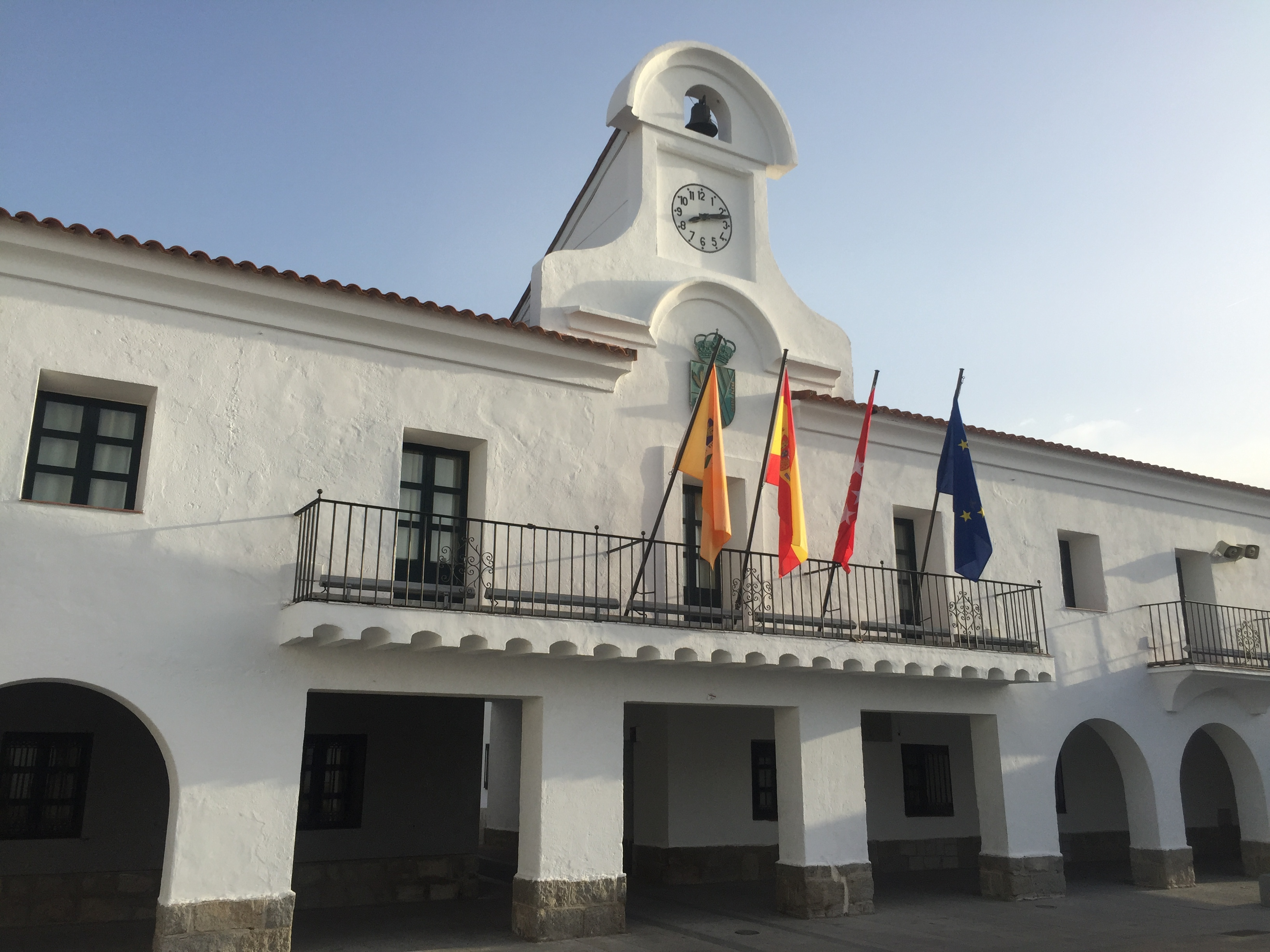
Casa consistorial localizada en la plaza Mayor

Constituye el núcleo principal de las edificaciones desarrolladas por el plan de Regiones Devastadas y responde a la tipología tradicional de plaza castellana con soportales, fuente central y orientación sur. Recoleta y de planta sensiblemente cuadrada tiene su acceso principal al mediodía y dos accesos laterales bajo arco. Está presidida por el Ayuntamiento, recientemente ampliado en su parte posterior. El proyecto inicial data de 1944 y el definitivo es de 1952. El conjunto es una atractiva muestra característica de Regiones Devastadas y de importante significación ciudadana, constituyendo además, el espacio público urbano de mayor calidad de Villanueva del Pardillo.
Iglesia de San Lucas

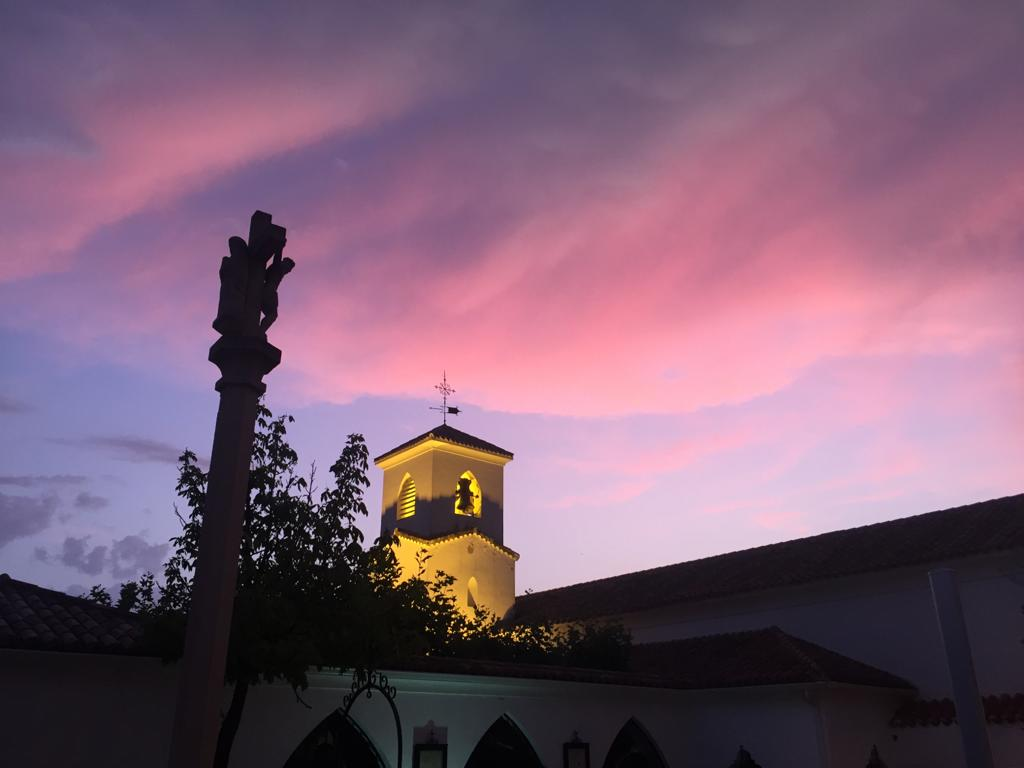
Iglesia de San Lucas Evangelista (templo antiguo)

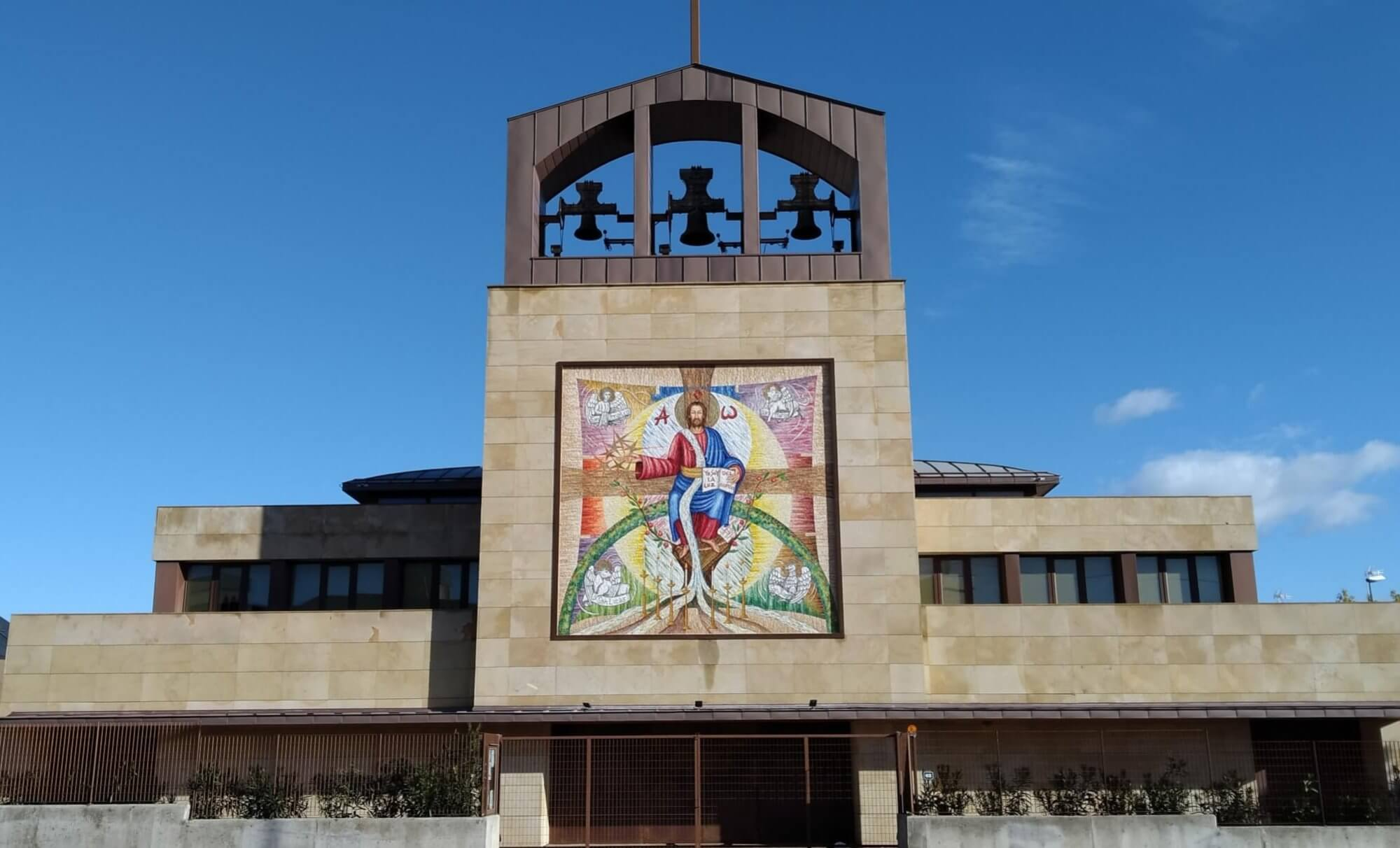
Iglesia de San Lucas Evangelista (templo nuevo)

Se encuentra en perfecto estado de conservación puesto que fue rehabilitado recientemente debido a su significación ciudadana como hito representativo del pueblo y como bien de interés cultural. Incluida dentro del ámbito de reconstrucción de Regiones Devastadas, esta iglesia (1943) desarrolla un programa de edificación con plata en forma de “U”, incluyendo el centro parroquial, el centro rectoral y la catequesis en torno a un claustro de arcos ojivales semiabierto a una plaza pública generada según un eje perpendicular al Ayuntamiento. Esta plazuela incluye un pozo original.
La iglesia es de una nave con cubierta a dos aguas de teja árabe sobre muros de ladrillo con contrafuertes y zócalo de mampostería, completada con un campanario de planta cuadrada en el ala del Evangelio. El conjunto representa una excelente muestra de la arquitectura religiosa de Regiones Devastadas y se encuentra en buen estado de conservación.
Depósito de agua

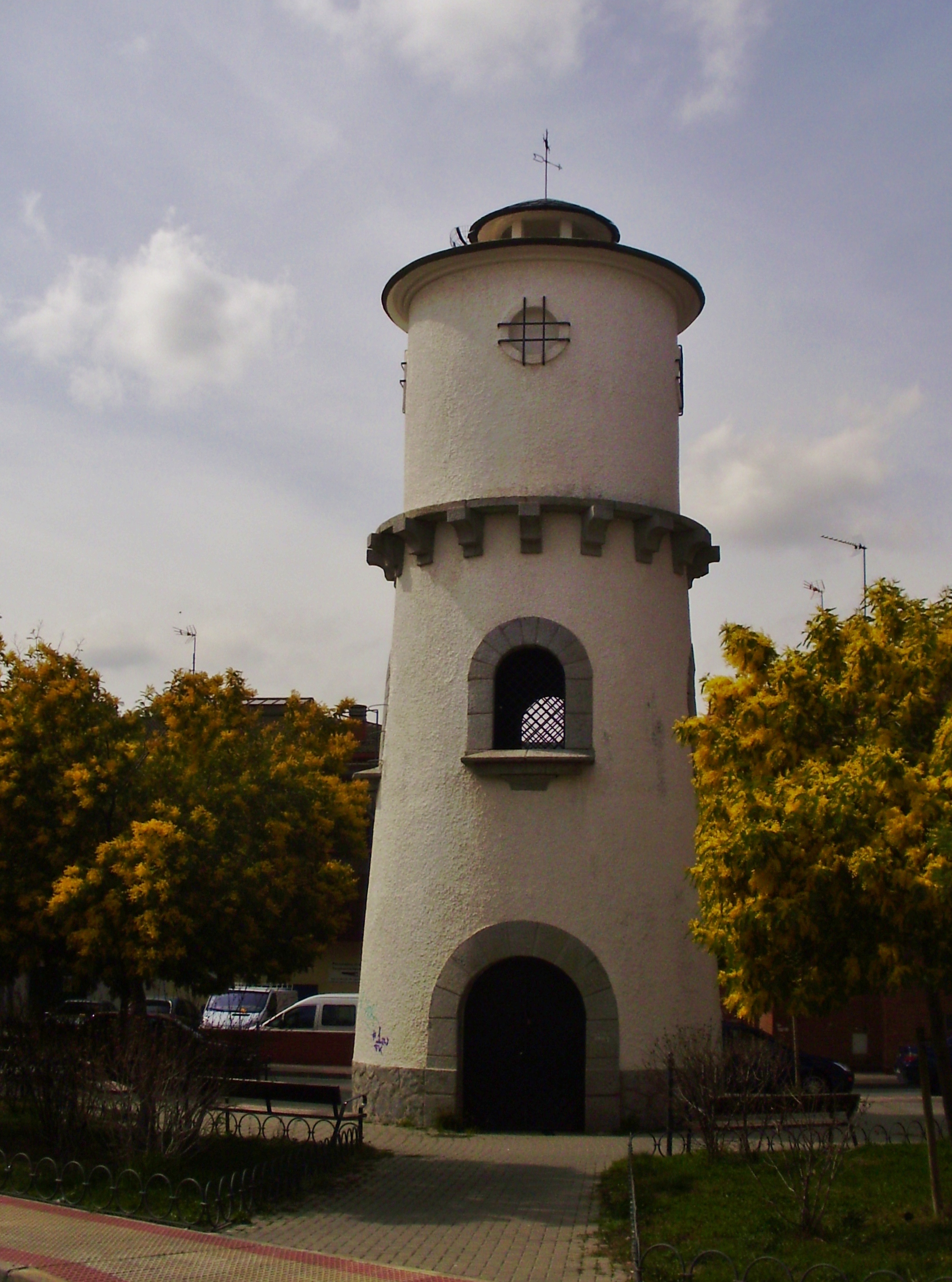
Antiguo depósito de agua

Se trata de un depósito de agua perfectamente conservado que corresponde a los últimos proyectos desarrollados por el plan de Regiones Devastadas para completar el sistema mancomunado de abastecimiento de aguas que fue denominado “Aguas del Aulencia” y constituye un buen ejemplo de la arquitectura de Obras Públicas de ese periodo.
Yacimiento arqueológico romano Los Palacios
El yacimiento arqueológico de época romana "Los Palacios" fue identificado en la Carta Arqueológica de la Comunidad de Madrid, elaborada en los años siguientes a la publicación de la Ley de Patrimonio Histórico 16/1985. Los recientes proyectos de infraestructuras (Canal de Isabel II Gestión) posibilitaron la excavación parcial del yacimiento en el año 2013. Con esta presentación damos a conocer el valor y la importancia de estos restos arqueológicos excavados.
A finales del siglo I d. C. en el entorno del arroyo de Los Palacio se construyó una villa romana que perduró hasta finales del siglo IV d. C. La villa romana es un diseño constructivo desarrollado en el ámbito rural como un modelo de explotación agropecuaria, en el que además de ser la residencia de su propietario contaba con una serie de edificaciones destinadas a la transformación de los diferentes productos recolectadas en el entorno.
A esta parte productiva de la villa se denomina parsfructuaria y a ella pertenecen los edificios documentados durante la excavación arqueológica. Dentro de esta, se ha podido identificar un edificio que albergaba la instalación completa de un lagar (torcularium) con todos sus espacios definidos: una sala de pisa y almacenamiento de la uva (calcatorium), una sala de prensado, una pileta de acumulación del mosto (lacus), y el contrapeso que hacía funcionar este ingenio.
El torcularium de Villanueva del Pardillo es, hasta el momento, el primer y único edificio documentado completo de estas características en la Comunidad de Madrid.
La arqueología además de recuperar restos antiguos tiene que interpretar las relaciones existentes entre ellos y el entorno en el que se produjeron. Los restos muebles nos señalan los hábitos alimenticios, higiénicos o el nivel técnico de producción, entre otros. Mientras que los restos inmuebles nos indican otros aspectos como la transformación del paisaje, la política, la economía, el urbanismo o el arte.
En definitiva, a través de la arqueología intentamos identificar y reconocer cada una de las culturas que se desarrollaron en nuestro territorio actual.

Parques y jardines
Villanueva del Pardillo consta de 77 425(m²) de praderas, 22 168 (m²) de arbustos, 16 631 árboles, 5101 (m²) de flor de temporada, 33 fuentes para beber, 16 fuentes ornamentales, 5950 (m²) de pistas deportivas y más recursos públicos. Villanueva del Pardillo tiene muchos parques urbanos, entre los más destacados están:
- El parque Rubén Darío cuenta con flora variada, entre otros Platanus ssp, Prunus cerassifera, Catalpa bignonioides, Neriun oleander, Arbutus unedo, Cortaderia selloana, Prunus laurocerasus, Bulddleja davidii.
- La avenida de Madrid está decorada de forma similar. Ocurre lo mismo, se destaca: Abies pinsapo, Cupresus semperviresn, Magnolio grandiflora, Lagestroemia indica, Picea abies, Phoenix sp, Cortaderia selloana, Juniperus sp, Cedrus sp, Arbutus unedo, Cotoneaster sp, Piracanta coccinea, Buddleja davidii,
- El parque de los Pinos es el de mayor superficie y tiene un tratamiento y una importancia más forestal como enlace entre la zona urbana y la rural, entre las especies destacamos: Pinus pinea, Pinus halepensis, Quercus ilex, Cupressus arizonica.

### Festejos populares

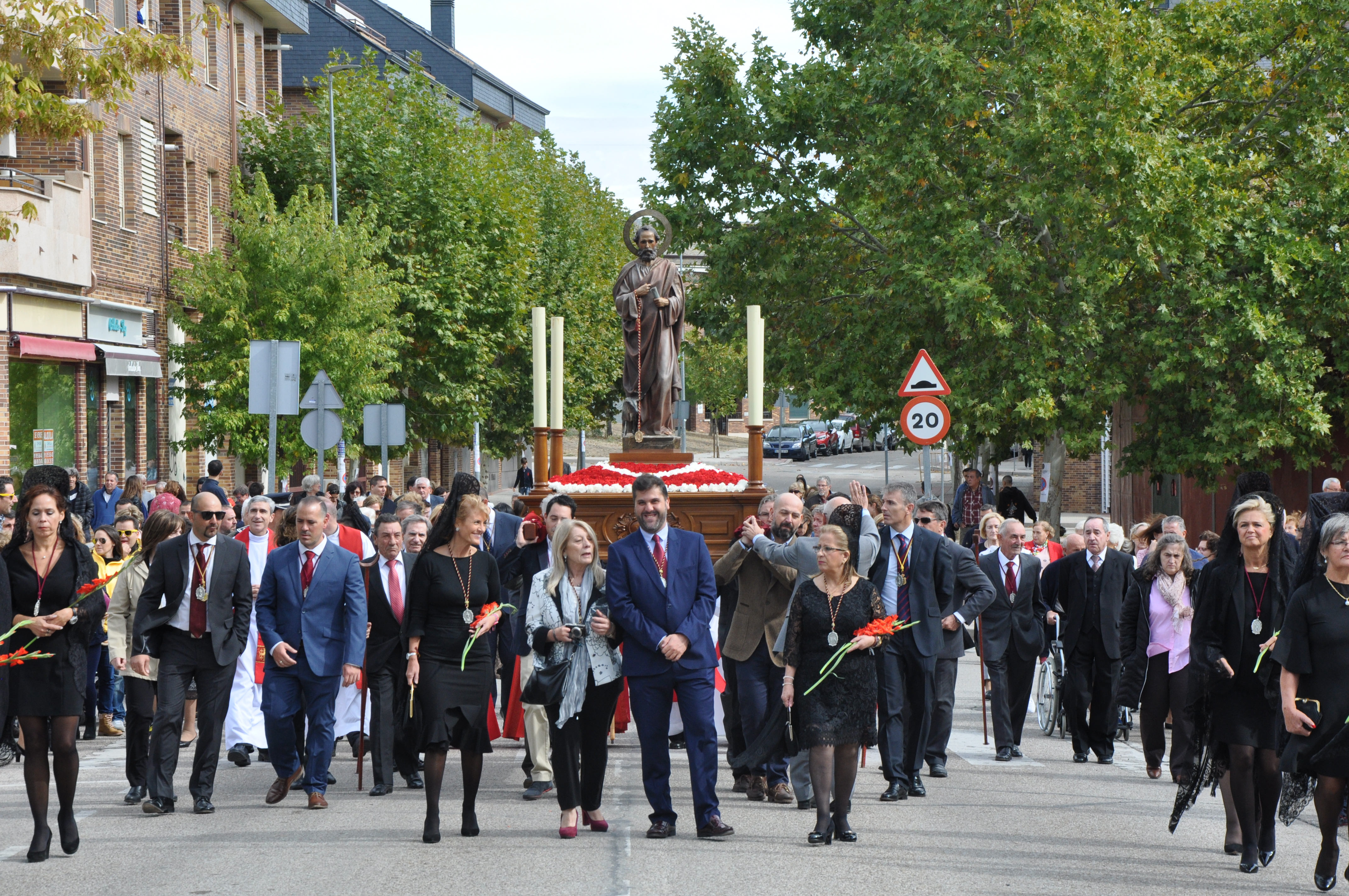
Procesión en honor a San Lucas Evangelista

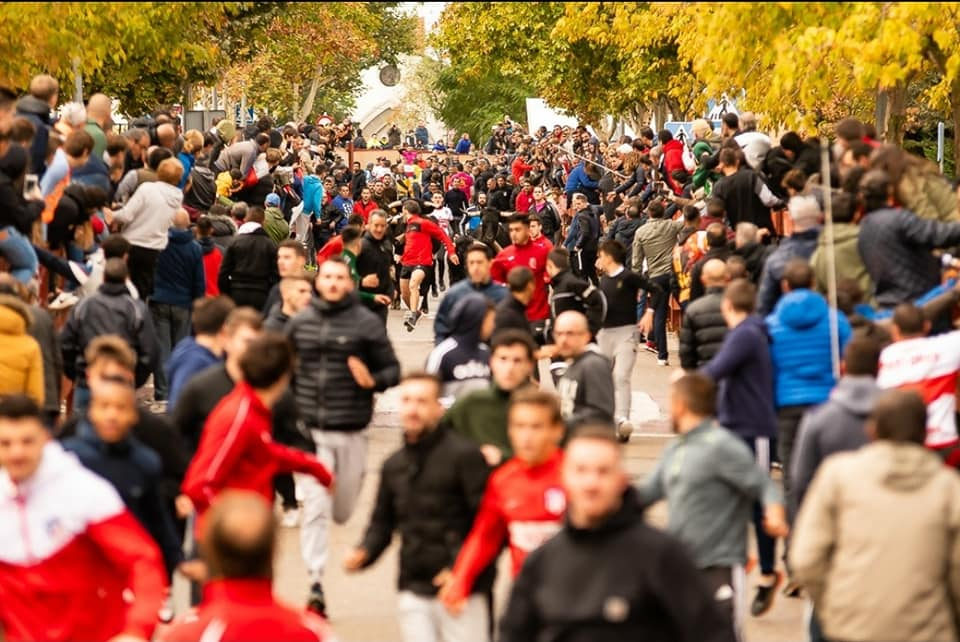
Encierro tradicional de Villanueva del Pardillo

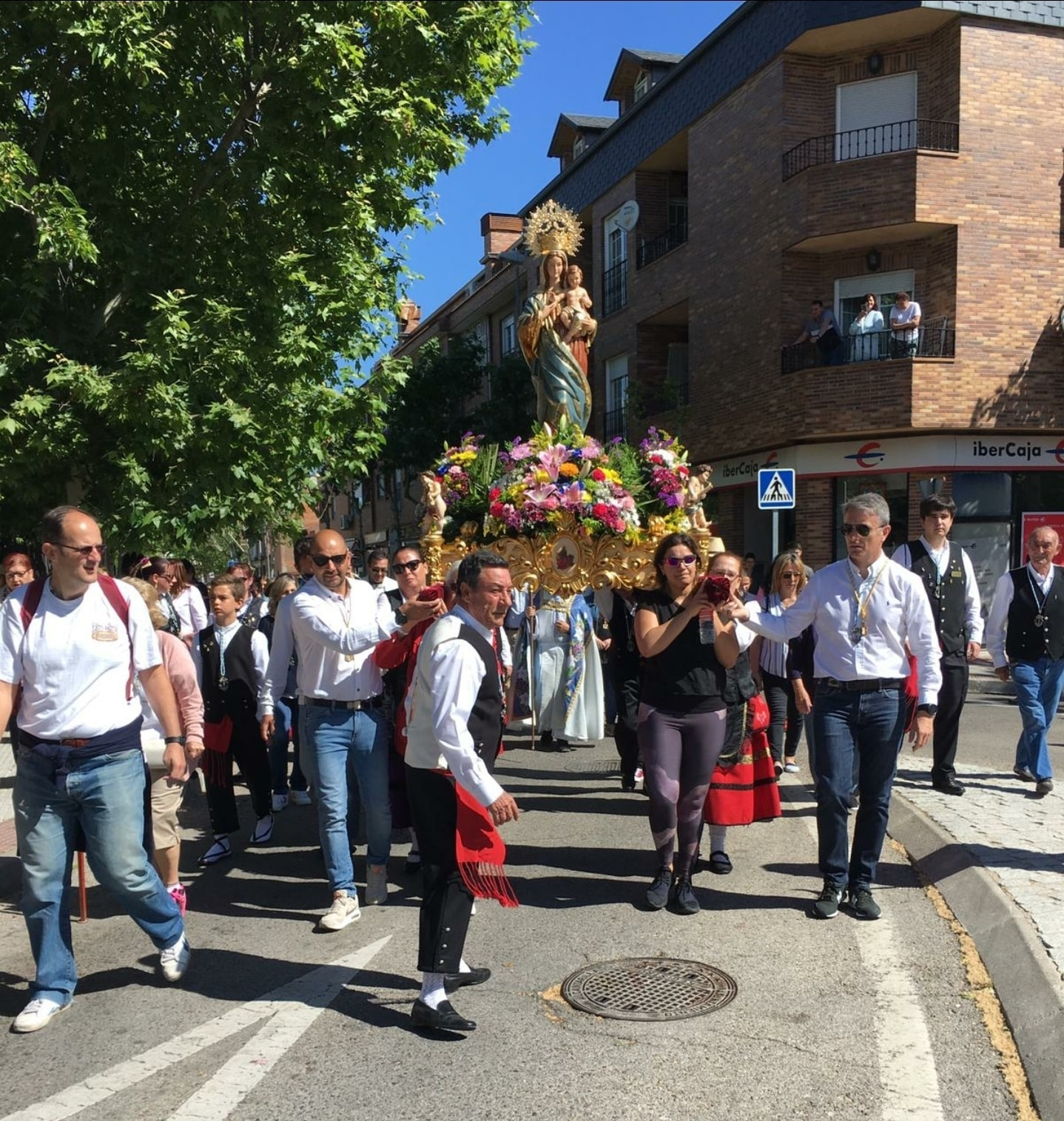
Procesión en honor de la Virgen del Soto

#### Fiestas patronales de San Lucas
Las celebraciones en honor al patrón del municipio que tienen lugar a mediados de octubre (San Lucas, 18 de octubre) comienzan con el tradicional pregón y la degustación de la caldereta popular para dar paso a fuegos artificiales, actuaciones musicales, actividades infantiles y juveniles, bailes populares, festejos taurinos...

#### Romería de Nuestra Señora la Virgen del Soto
El tercer domingo de mayo se celebra el día de la Virgen del Soto, patrona de Villanueva del Pardillo. La tradición impone la procesión con la Virgen hasta el paraje conocido como Fuente del Manchego, donde se encuentra la ermita del municipio. Los actos religiosos se acompañan con bailes populares, actuaciones musicales, juegos tradicionales...
En 1995, los vecinos de Villanueva del Pardillo eligieron la futura patrona del pueblo. Y lo hicieron de la forma más democrática posible: introduciendo en una urna un cupón con el nombre de la virgen elegida. Así fue como salió la Virgen del Soto La iniciativa partió de un grupo de mujeres de la localidad que propuso al alcalde la idea de construir una ermita nueva para institucionalizar una fiesta que no fuera la del patrón, San Lucas Evangelista, que se celebra el 18 de octubre. La ermita, que se inauguró en marzo del mismo año, se ha edificado en un terreno del Ayuntamiento y sin ningún coste para el municipio.
Resultados del referéndum para la elección de la patrona de Villanueva del Pardillo 1995
La ganadora fue la Virgen del Soto, que obtuvo 98 de los 166 votos emitidos. La Virgen del Valle obtuvo 45 votos, Nuestra Señora de Fátima logró 11 votos, la Virgen del Rocío se conformó con seis papeletas, Nuestra Señora de la Victoria fue votada por cuatro personas, y Santa Claudia sólo obtuvo el único voto de un vecino. La candidatura de Santa Joaquina no logró convencer a nadie.

#### Otras celebraciones
- San Antón (17 de enero), tradicional bendición de los animales.
- San Sebastián (20 de enero), fiesta dedicada a las tradiciones populares donde se organizan actividades como la lectura de dichos populares, danzas o el original concurso del "baile del botón".
- Carnaval (febrero), se realiza un pasacalles, espectáculos infantiles, concurso de disfraces.y el tradicional entierro de la sardina.
- Día de las letras (abril), En el que se celebra el fallo del Premio de Novela Corta de Villanueva del Pardillo.
- Mercado medieval (abril), se recrea la época medieval con músicos, acróbatas, artesanos, comediantes, en los alrededores de la plaza Mayor.
- San Isidro (15 de mayo), destaca una tradicional exposición de aperos de labranza en la plaza Mayor, baile y merienda, además de los habituales actos religiosos con los que comparten protagonismo.
- Noches de verano (julio y agosto), se realizan diferentes actividades al aire libre como baile, teatro, títeres, magia y estrenos de cine.
- Fiestas patronales (cuatro días seguidos incluyendo siempre el 18 de octubre), se llevan a cabo las fiestas en honor del patrón del pueblo, "San Lucas". Hay fuegos artificiales (a excepción de las celebradas en 2009) y una feria con atracciones. El 18, día de San Lucas, se celebra una misa y una procesión en honor del santo.
- Tradicional matanza del cerdo (noviembre), se ha recuperado esta tradición ancestral, trasmitida de padres a hijos, para que los más jóvenes conozcan la manera artesanal de elaboración de los diferentes productos del cerdo.
- Navidad (diciembre-enero), con un concierto de Navidad, cabalgata de Reyes, fiestas en Nochebuena y Fin de Año.

### Gastronomía

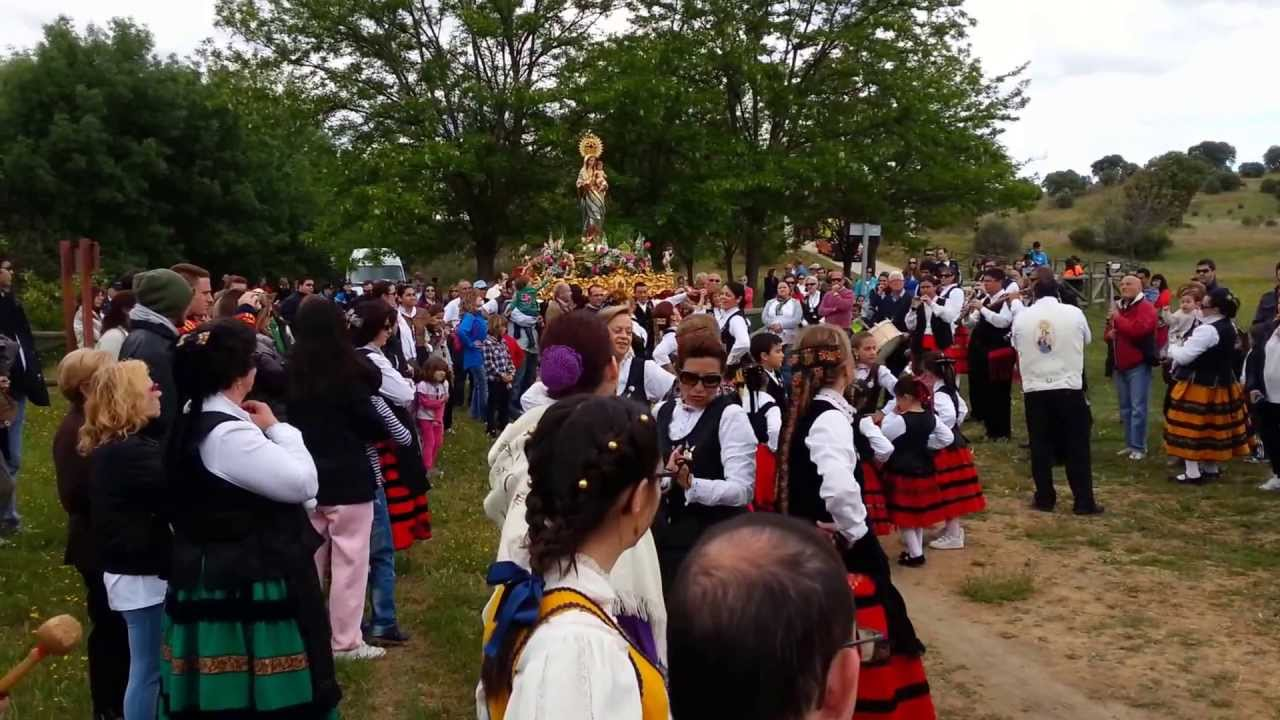
Romería de la Virgen del Soto

En Villanueva del Pardillo, al igual que los municipios colindantes, ofrecen una gastronomía típica y variada, la influencia de la sierra de Guadarrama, se basa en todo tipo de carnes y postres típicos.
El municipio acoge todos los años la Ruta del Tapeo organizada por el ayuntamiento para promocionar los establecimientos hosteleros y sus creaciones. Además se han organizados en cinco ocasiones las Jornadas Gastronómicas, donde se promociona y potencia platos típicos de la zona.

### Tradiciones
Villanueva del Pardillo también es conocida por los bailes castellanos heredados de las danzas segovianas, principalmente, jotas y rondones, que con el paso del tiempo han ido recibiendo otras influencias, incorporándose también las seguidillas. El tercer domingo de mayo se celebra la tradicional romería de la Virgen del Soto, en el que se realizan recorridos por las calles, con bailes de tamboriles y dulzainas.

### Deporte
Instalaciones deportivas

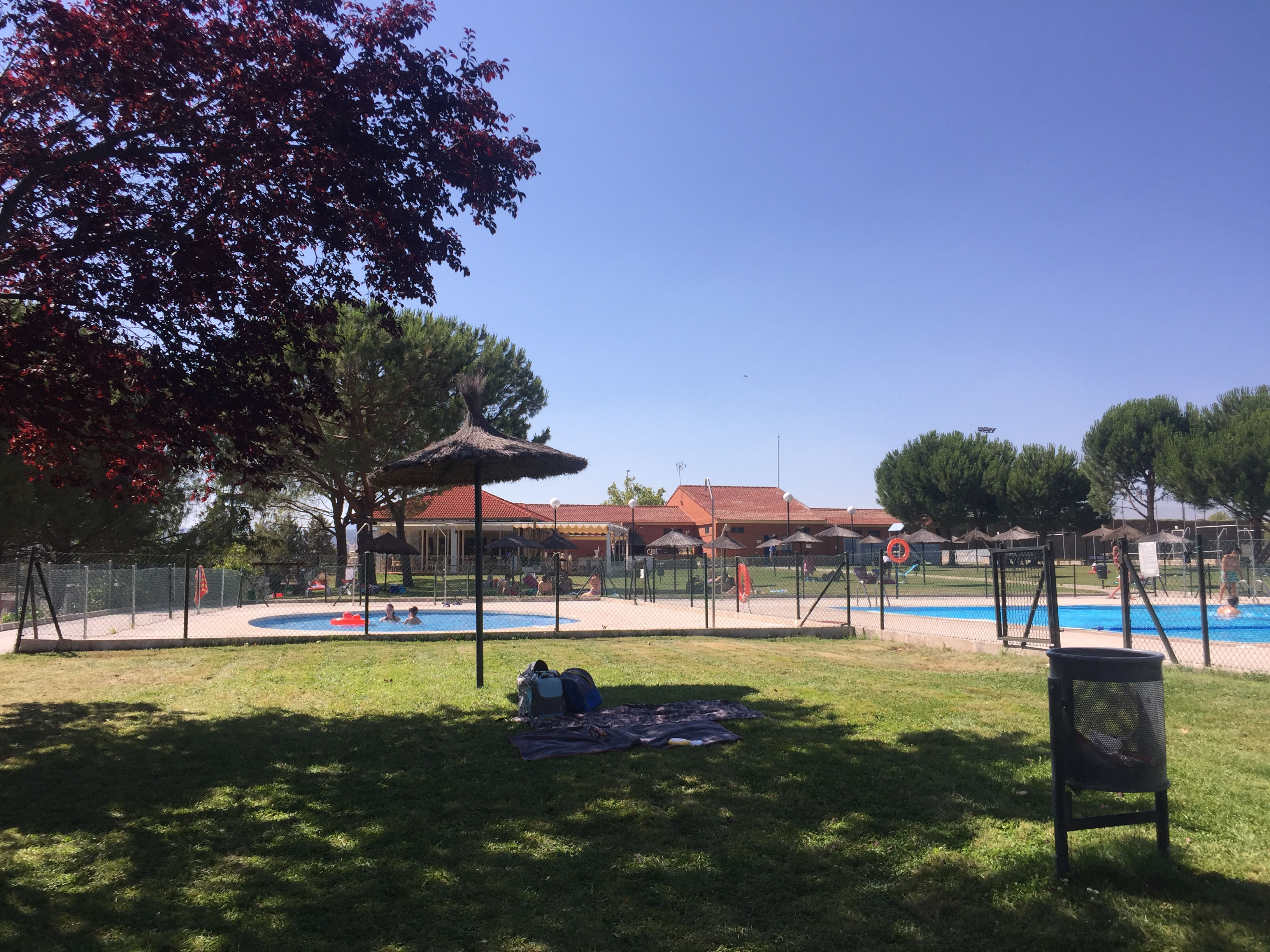
Piscina municipal Alcalde Carlos Hipólito (Los Pinos)

- Polideportivo Alcalde Carlos Hipólito (Los Pinos)
- Polideportivo Infanta Cristina
- Campo de fútbol Juan Manuel Angelina
- Piscina cubierta Jesús Rollán
- Pista de atletismo
- Piscinas descubierta (3 vasos)
- 5 pistas de tenis
- 4 pistas de pádel
- 2 campos de vóley playa
- 5 pistas deportivas (multiusos)
- BMX track

Clubs
- Club Voleibol Villanueva del Pardillo[33] Es el primer club de voleibol de la localidad y fue fundado en 2009.[cita requerida]
- Club de fútbol Villanueva del Pardillo[33] Club de fútbol que milita en Tercera división Nacional.[cita requerida]